# Hẻm núi Sićevo

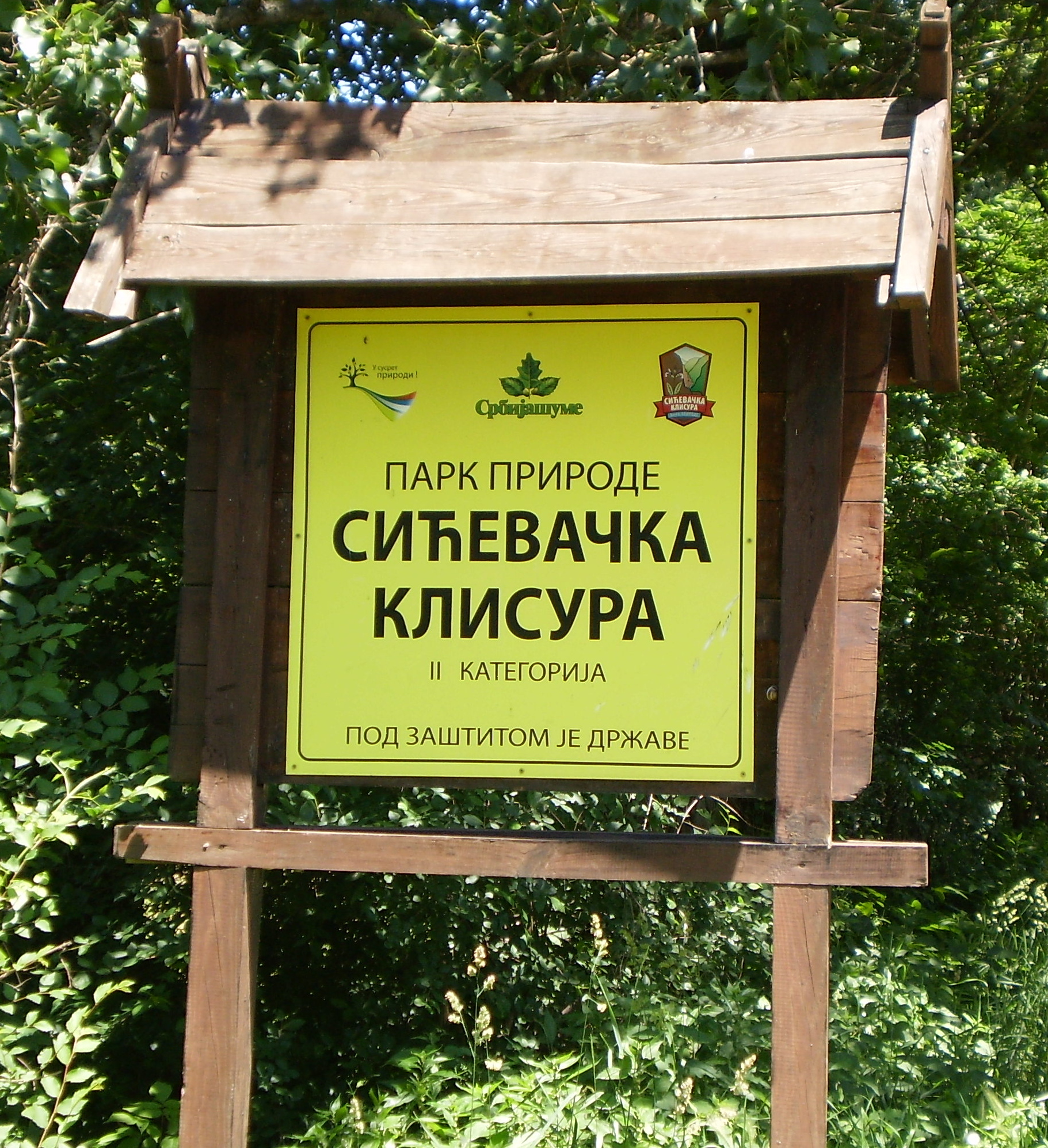
Bảng hiệu "Công viên thiên nhiên Hẻm núi Sićevo"

Hẻm núi Sićevo (tiếng Serbia: Сићевачка клисура) của Serbia nằm ở thung lũng sông Nišava do dòng chảy cắt qua núi đá kiến tạo nên, giữa các nhánh phía bắc của núi Suva và các nhánh phía nam của dãy núi Svrljica. Cách thành phố Niš 14 km về phía đông, giữa làng Dolac ở thượng nguồn và làng Prosek ở hạ lưu. Hẻm núi dài khoảng 17 km hoặc 15,9 km, kết nối lưu vực Niš với lưu vực Belopalanche. Đây cũng là đường ngắn nhất nối miền trung và hạ Ponišavlja, hay giữa thượng và trung lưu sông Nišava.
Hẻm núi gồm hai đơn vị địa lý, phần trên là Hẻm Crnče-Gradište và phần dưới là hẻm Ostrovica. Phía trên từ Dolac đến Ostrovica hẹp, trong khi phần dưới là từ Ostrovica đến Prosek rộng và dốc thoải hơn. Hẻm núi được tạo thành bởi dãy núi Svrljica ở phía bắc và sườn núi Suva ở phía nam.
Song song với sông Nišava, hẻm núi có tuyến đường sắt (từ năm 1886-1887) và đường cao tốc liên vận (từ năm 1964). Đoạn đường sắt Nišava là một phần của tuyến đường sắt lớn trên thế giới (Luân Đôn - Paris - Beograd - Niš - Sofia - Istanbul). Đường cao tốc gồm tuyến chính E-80, nhánh phía đông của Hành lang 10, là một phần của tuyến đường lớn châu Âu (Salzburg - Zagreb - Beograd - Niš - Sofia - Istanbul) kết nối với Tiểu Á và các khu vực khác trên lục địa.
Do đặc điểm địa mạo và hệ động thực vật độc đáo, hẻm núi được ghi nhận là một công viên thiên nhiên, khu bảo tồn sinh thái đồng thời là một di sản văn hóa. "Công viên thiên nhiên Hẻm núi Sićevo" là một thắng cảnh, một địa điểm nghiên cứu địa chất, địa mạo và thủy văn. Nơi đây có đa dạng sinh học với nhiều loài đặc hữu, là môi trường sống của nhiều sinh vật quý hiếm đang trong tình trạng nguy cấp.
Hẻm núi có một phần diện tích khu tập trung dân cư 55,59 ha thuộc Niš ở phía bắc và bên kia bờ nam sông Nišava là 21,87 ha của Bela Palanka.

## Hiện trạng
Với vẻ đẹp non nước hữu tình đồng thời nhằm bảo tồn các giá trị tự nhiên như địa mạo và hệ sinh thái độc đáo, hẻm núi Sićevo được công nhận là Công viên thiên nhiên Cấp độ 2 theo Luật Bảo vệ Thiên nhiên của Cộng hòa Serbia.
Là khu bảo tồn các giá trị tự nhiên và văn hóa quan trọng,  hẻm núi Sićevo có sự đa dạng về địa chất, sinh học và cảnh quan hàng đầu Serbia, đáp ứng được các nhu cầu khoa học, giáo dục, văn hóa, du lịch và y tế cùng các hoạt động truyền thống khác theo nguyên tắc phát triển bền vững.

## Đặc điểm tự nhiên
Tại rìa đông nam của lưu vực Niš, vết nứt kiến tạo địa lý cho phép quá trình karst điển hình. Khi địa hình lên cao hơn, phát hiện các dạng karst đá vôi bề mặt và bên trong. Vành đai phía đông là bình nguyên Kunovica rộng lớn có hình thái và cảnh quan đặc biệt do sông Nišava cắt vào hẻm. Giới hạn phía bắc là núi Suva, phía nam là núi Svrljica. Nếu không tính Hẻm Djerdap, đây là hẻm đá vôi dài nhất do nước kiến tạo ở Serbia.

### Vị trí và diện tích
Hẻm núi Sićevo minh chứng cho tác động của sông Nišava lên khu vực Kunovica khi chảy giữa hai sườn núi Suva và Svrljica. Hẻm Sićevo dọc theo dòng chảy chính Nišava từ đó đến các lưu vực Niš và Belopalanche. Các đảo nổi trên sông và thung lũng Nišava xác định cho hướng dòng chảy cắt vào địa tầng.
Hẻm núi Sićevo dài 17 km. Nơi hẹp nhất là khe Gradiška (canyon) có độ sâu 260–360 m dưới mực nước biển. Hẻm nối lưu vực Belopalanche ở phía đông với Hạ Ponišavlje ở phía tây. Hẻm được phân chia cấu trúc tại Ostrovica thành hai phần: phần trên dưới dạng khe canyon, còn phía dưới dạng hẻm gorge. Phần khe phía trên dài 7 km; được cắt giữa hai điểm Oblika (901) bên trái và Ples (1.327) bên phải. Lối vào khe là bên dưới ngôi làng Gradište (độ sâu 260 m) và lối ra ở Tu viện Thánh Petka Iverica (sâu 360 m). Nơi đó cũng là lối ra cấu trúc hẻm bên dưới thoải hơn rộng 50 m, rộng dần về phía dưới cho đến lối vào là 500–600 m. Các tầng thung lũng trong hẻm núi có dạng vòm cong.

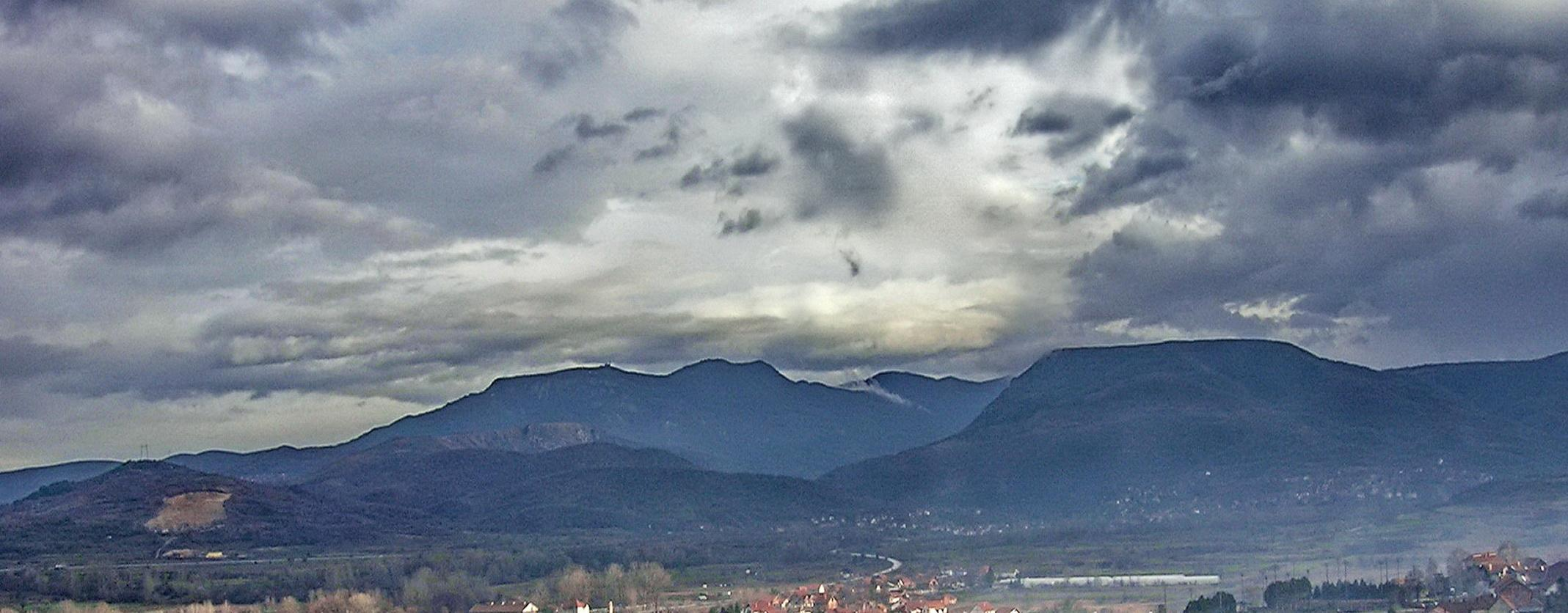
Hẻm núi Sićevo có làng Prosek (ở giữa), dãy núi Svrljica ở bên trái và dãy Suva ở bên phải

Sự hình thành núi trẻ có tầm quan trọng lớn đối với nguồn gốc ra đời của hẻm núi Sićevo. Kết quả của quá trình này biểu hiện ở các vòm cao đoạn phía trên của hẻm núi, "quá trình kiến tạo trẻ đồng thời khi sông Nišava giao cắt với các dãy núi trẻ xung quanh đã tạo ra hẻm núi Sićevo cùng với một thung lũng xếp tầng".
Hẻm núi Sićevo khởi đầu tại làng Prosek, cũng là điểm cuối của hai dãy núi Svrljica và Suva, từ đó kéo dài 17 km từ tây sang đông cho đến làng Crnče, nơi các nhánh núi ra xa khỏi sông Nišava.
Về phía đông, hẻm núi Sićevo giáp với lưu vực Belopalanche và Hạ Ponišavlje. Lưu vực Ostrovica (khoảng 2 km) chia hẻm thành hai phần: phần dưới có cấu trúc hẻm dài 8,4 km và phần trên dạng khe dài 5,5 km. Phần khe xác định bởi hai điểm Oblika (901) bên trái và Ples (1.327) bên phải của hẻm núi.
Theo cách chia khác, hẻm núi Sićevo chia làm bốn đoạn ngược dòng từ Niš đến Bela Palanka: hai đoạn đầu thuộc hẻm dưới, đoạn thứ ba là lưu vực Ostrovica, đoạn thứ tư thuộc khe trên:

#### Đoạn đầu tiên - Kusaca
Phần hẻm này có tên Kusaca dài khoảng 5,4 km kéo dài từ cây cầu gần làng Prosek đến đập thủy điện gần làng Sićevo. Địa hình phía nam hẻm núi chủ yếu là dốc, và những vách đá dựng đứng bao quanh từ nam sang đông. Đỉnh Kusaca (771) được bao phủ bởi các cây thân gỗ như sồi, đoạn và trăn. Chính giữa Kusaca là Tu viện Đức Mẹ Đồng Trinh Sićevo có đồng cỏ và vườn nho bao quanh, mặt sau là rừng dày đặc. Phía bắc tương tự như phía nam, ở khu vực thấp hơn cũng là rừng và vườn nho. Điểm khác biệt ở Ječava (596) gần như là đồi trọc, cũng như các khu vực cao hơn thì còn chưa bị tác động. Từ năm 1970, nơi đây trở thành làng nghỉ dưỡng cuối tuần với hơn 300 nóc nhà, tiệm thủ công và nhà hàng.
Hẻm bắt đầu được mở rộng tại điểm cuối Kusaca. Tại đó, ngay dưới chân làng Sićevo, năm 1922, sông Nišava được đắp đập dẫn một phần nước vào kênh, còn lại xuôi dòng 2 km xuống hạ lưu đến các tua-bin của nhà máy thủy điện được xây dựng vào năm 1931.

#### Đoạn thứ hai - Selista
Đoạn thứ hai của hẻm núi Sićevo bắt đầu từ đập nước nhà máy thủy điện Nišava trong khu vực Selista kéo dài về phía thượng nguồn đến Banjica của làng Ostrovica ở lối vào lưu vực Ostrovica. Đoạn này dài 3 km và được thảm thực vật quý hiếm bao phủ. Bờ trái là dải đồi Konjarnik có độ dốc 70-80° với độ cao 300 m chỉ có sơn dương lên xuống qua lại. Bờ phải gọi là "Dracje" cũng bằng đá nhưng độ dốc kém hơn. Về giao thông chỉ có tuyến đường sắt và tuyến cao tốc quốc tế chạy qua Nišava. Hai bên bờ kết hợp lại tạo thành một bức tranh toàn cảnh tuyệt đẹp.

#### Đoạn thứ ba - Lưu vực Ostrovica
Đoạn thứ ba dài 2 km còn được gọi là Lưu vực Ostrovica, bắt đầu từ Banjica và kéo dài đến cầu đường sắt qua sông Nišava, gần mỏ đá Ostrovica. Khúc sông Nišava chảy qua đoạn này được mở rộng, hai bên bờ chỉ hơi dốc. Hẻm núi được mở rộng và được phủ đầy cánh đồng, vườn nho và các vườn cây ăn trái.
Phần chính của đoạn này là thung lũng Ostrovica nằm bên bờ trái, nơi cắt qua hầu hết các lưu vực của suối Ostrovica. Trung tâm lưu vực là nhà ga tàu hỏa Ostrovica (trước đây là Sveta Petka) bên trái nhà máy điện Ostrovica. Ở ngay gần nhà ga xe lửa và nhà máy điện có một cầu sắt nối làng Sićevo với Ostrovica. Cầu này có vai trò quan trọng kết nối Gramado và Ploća.

#### Đoạn thứ tư - Khe Gradiška
Đoạn thứ tư dài 5,5 km còn gọi là khe Gradiška. Đây là phần đẹp nhất của hẻm núi Sićevo. Khe núi bắt đầu từ cầu đường sắt gần làng Ostrovica (nơi đường sắt đi qua bờ trái sông) đến thung lũng Belopalanche. Lối vào bằng phẳng ở ngay bên dưới làng Gradište rộng từ 500–600 m, sâu 260 m, còn lối ra gần Tu viện Thánh Petka chỉ rộng 50 m, sâu 360 m. Các tầng thung lũng cong dạng vòm hoặc tạo hầm. Dọc theo bờ phải sông Nišava là một hệ thống giao thông gồm 13 đường hầm có tổng chiều dài 1,045 km nằm theo trên trục đường quốc tế, còn ở bờ trái có bốn đường hầm thuộc tuyến đường sắt liên vận Niš-Sofia-Istanbul.

### Đặc điểm địa chất và địa mạo

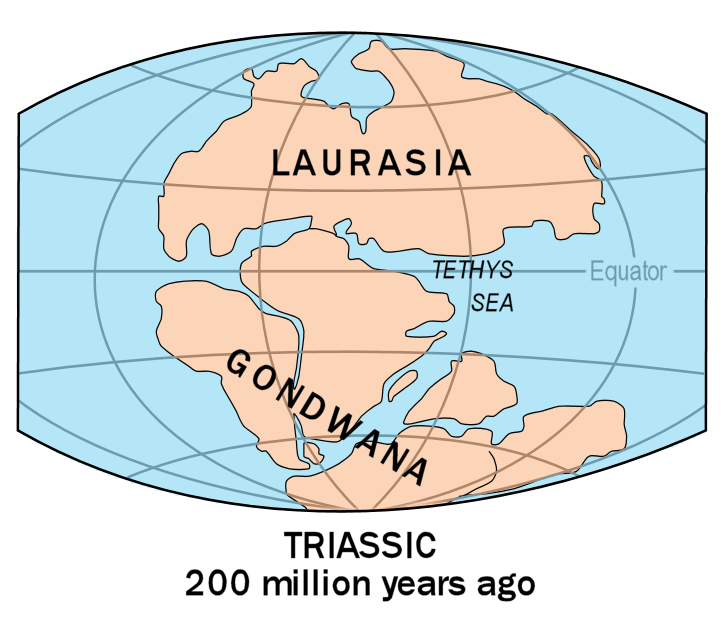
Vào Kỷ Permi, hẻm núi Sićevo nằm dưới đáy Đại dương Tethys

Hẻm Sićevo có hình thái độc đáo, đa dạng và phức hợp trên suốt chiều dài 17 km. Nền tảng được hình thành từ thế Thượng Tân do sự giao cắt của dòng Nišava vào bề mặt bình nguyên Kunovica (độ cao từ 580–900 m) với núi Suva phía nam và núi Svrljica phía bắc.
Vết tích lâu đời nhất của hẻm Sićevo là từ thời Hậu Permi, khi đó vẫn nằm dưới lòng đại dương Tethys, liên quan đến quá trình tạo sơn Variscan. Các quá trình kiến tạo địa chất đã quyết định địa mạo thẩm thấu và lưu vực đá vôi của hẻm núi.
Vào Kỷ Phấn Trắng ở Đại Trung sinh, các lớp trầm tích đá vôi của hẻm núi đã lắng đọng trong hàng trăm triệu năm. Địa hình đá vôi bao phủ hơn hai phần ba hẻm núi Sićevo và có cấu trúc karst đặc trưng. Các hình thức karst bề mặt trong hẻm núi thể hiện ở các rãnh, vết nứt, hố sụt và nhiều hang động, bậc, các bề mặt phong hóa. Địa hình còn lại chủ yếu là lớp trầm tích kỷ Tân Cận (đa phần thuộc thế Thượng Tân) đã bị xói mòn đáng kể, cùng với lớp trầm tích trẻ hơn phân bố trong các khu cây trồng chính của hẻm núi.
Khi đó đáy hồ xuất hiện tương ứng với độ cao 450–510 m hiện này, các quá trình lưu hóa và tạo dốc bắt đầu tác động lên mặt địa tầng. Theo một số nhà nghiên cứu, dòng Nam Morava và Nišava đổ xuống dưới dạng 17 thác thẳng đứng tạo ra nhiều tầng mặt, trùng khớp với lý thuyết Milankovitch về biến đổi khí hậu bậc thang. Do đó, hẻm Sićevo có đặc điểm chung nhất là hình thái bước nhảy thể hiện qua sự biến thiên địa hình từ các vùng bằng phẳng đến các sườn có độ dốc khác nhau.
Sông Nišava cắt bốn bậc thang của hẻm (ở độ cao tuyệt đối 200–510 m) theo địa hình xuống dốc. Bậc cao nhất có độ cao tương đối 46 m, bậc thứ hai 30–35 m, bậc thứ ba 7–10 m. Lối ra của hẻm chính là ở bậc thứ hai với độ cao 35 m. Ở bậc cao nhất có dấu vết của các tầng cao hơn nhưng không xác định được địa chất chính xác, chỉ còn là các mảnh hình thái. Ba bậc này được tạo thành từ thế Cánh Tân.
Hẻm núi đại diện cho một đơn vị địa mạo Thượng Tân và hậu Thượng Tân, phân biệt bốn phần đặc biệt:
- Dãy núi Svrljica
- Một phần của cao nguyên Kunovica, Oblica và Kusaca
- Lưu vực Ostrovica
- Hẻm Sićevo đoạn hẹp nhất (dạng khe).[24]

Như vậy, tùy theo quan niệm về hẻm mà Sićevo có chiều dài khác nhau: 15,9 km theo Jankovic và 17 km theo Kostić. 
|                              |                                        |                              |
| Hang động karst quanh Sićevo | Hình thái karst bề mặt ngoại vi Sićevo | Hình thái karst quanh Sićevo |

### Đặc điểm kiến tạo
Hẻm núi Sićevo cùng dòng Nišava (gần Jelašniča và Kutinskiy Rasches) tạo thành vành đai phía nam của lưu vực Niš, cũng là ranh giới phía bắc của Kovanluk. Hẻm giao cắt với các đường nứt vỡ địa tầng, dọc theo đó địa hình bị hạ thấp cùng với sự hình thành các lưu vực ở kỷ Tân Cận. Sự đa dạng về địa chất - hình thái là một trong những đặc điểm cơ bản của khu vực này, nổi bật là dạng đá vôi Đại Trung Sinh.

### Đặc điểm địa chấn học
Về mặt địa chấn học, hẻm núi Sićevo cùng dãy núi Suva là một trong những vùng chấn động ở Serbia. Phần địa lý này của Bán đảo Balkan nằm trong vành đai địa chấn Địa Trung Hải - Xuyên Á hoạt động rất mạnh. Các rung chấn đôi khi được phát hiện và lan truyền theo cấu trúc vành đai núi Suva và hẻm Sićevo, được biểu hiện trong các hiện tượng địa chấn như động đất cho đến các đặc điểm thủy văn của lớp nước ngầm và nước mặt cùng những thay đổi hình thái của lớp karst.
Kết cấu và hình dạng của hẻm núi Sićevo tiếp tục bị xáo trộn bởi các hoạt động địa chấn. Cường độ địa chấn khác nhau tùy theo thời gian, thường theo một chuỗi năm liên tục, điển hình như khoảng 1867-1886 của thế kỷ 19. Tất cả các hoạt động địa chấn này đều để lại dấu vết địa lý cho hẻm Sićevo và cả lưu vực Niš nói chung. Bản đồ động đất khu vực hẻm núi Sićevo được xây dựng theo thang MSK tính cho phạm vi hoạt động 500 năm.

### Tài nguyên khoáng sản

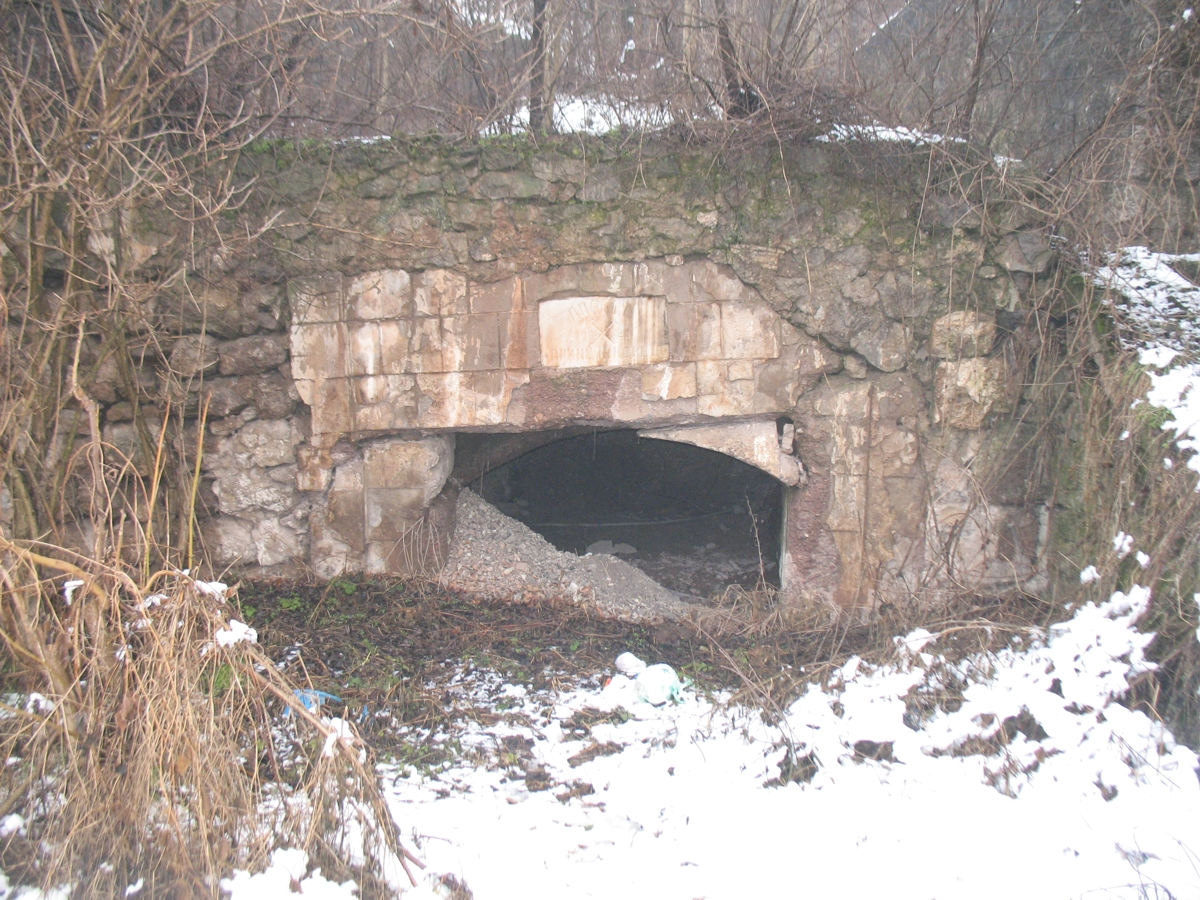
Mỏ than cũ hoang phế ở Jelašniča có từ thời Hoàng thân Andrew

Ở hẻm Sićevo, ngoài rất nhiều đá vôi thì các khoáng sản và quặng khác không có mấy. Hẻm núi cấu thành từ đá vôi là chủ yếu, cùng với toàn bộ các dãy núi xung quanh tạo nên một quần thể đá vôi độc đáo ở Đông Serbia. Hàm lượng đá vôi cao lên tới hơn 90% bao phủ liên tục cả bề mặt. Trữ lượng lớn đá vôi đã thúc đẩy ngành công nghiệp khai thác từ khoảng năm 1885. Tại làng Ostrovica mở một mỏ đá lớn Thánh Petka để sản xuất vôi và xi măng. Tại đó bên cạnh đá vôi còn khai thác các loại đá khác phục vụ xây dựng và trang trí.
Sự có mặt của than đá chứng tỏ vào kỷ Tân Cận, hẻm núi Sićevo nằm dưới một quần xã thực vật. Các mỏ than nâu nhỏ là bằng chứng cho sự tồn tại thảm thực vật này ngày trước. Các mỏ than nằm ở sườn nam của hẻm núi  thuộc dãy núi Suva, tập trung quanh làng Jelašniča. Khảo sát năm 1906-1907 ước tính trữ lượng than lên tới 16 triệu tấn trên một diện tích khoảng 2.000 ha.
Ngày nay không còn mỏ nào hoạt động tại hẻm núi Sićevo. Mỏ than cuối cùng đã đóng cửa vào năm 1963 sau 78 năm hoạt động. Ở giai đoạn khai thác, sản lượng than dao động từ 80.000 đến 90.000 tấn mỗi năm. Hiện trạng mỏ ngày nay có từ năm 1910 gồm hai cửa thông gió, hành lang ngầm dài 2 km, ba động cơ hơi nước, máy bơm, toa xe, đường ray và xưởng khai thác. Mỏ bị đóng cửa do vị trí không thuận lợi cho ngành công nghiệp của Nam Tư cũ.

### Đặc điểm khí hậu
Giả thuyết cho rằng hẻm Sićevo vào kỷ Tân Cận có khí hậu nóng ẩm hơn ngày nay, tạo điều kiện thuận lợi cho các quá trình lưu hóa và karst. Vào thế Cánh Tân, khí hậu thay đổi lạnh khô hơn tác động trực tiếp lên quá trình tạo thành địa hình hẻm núi. Dưới ảnh hưởng của nhiệt độ thấp, đất bị đóng băng, đá bị nứt vỡ tạo nên nhiều rãnh trên sườn núi, dẫn đến hiệu ứng đất trôi trên băng giá vĩnh cửu và các hiện tượng xói mòn khác.  Trong thế Cánh Tân, giai đoạn băng hà xen kẽ với các giai đoạn khí hậu ấm hơn. Biến đổi khí hậu này đã tác động lớn đến cường độ các quá trình lưu hóa và karst.
Sau thế Cánh Tân, khí hậu ấm hơn đáng kể khiến băng giá tan chảy là điều kiện ngoại sinh cho sông ngòi và độ ẩm cao hơn. Do đó, địa hình hẻm núi Sićevo được tương đối ổn định cho đến ngày nay.
Hẻm núi Sićevo ngày nay có khí hậu ôn đới lục địa đặc trưng. Nhiệt biểu trong khu vực được điều hòa bởi bức xạ mặt trời, vị trí địa lý và tầng đất đá bề mặt. Các dãy núi cao bao quanh ngăn chặn các khối không khí xâm nhập đột ngột dẫn đến dao động nhiệt độ và lượng mưa ít hơn so với các vùng lân cận. Nhiệt độ trung bình hàng năm khoảng 10 °C và sự biến thiên nhiệt độ trung bình năm cũng dưới 1 °C.
Nhiệt độ hẻm núi Sićevo hàng năm đồng đều, thấp nhất vào tháng 1 khoảng -0,6 °C và cao nhất vào tháng 7 dao động từ 20-22 °C. Biên độ nhiệt độ tăng hàng ngày cao hơn 6-8 °C so với cùng lưu vực Niš. Do dòng nước lạnh Nišava, buổi sáng mùa hè thường lạnh hơn 2-4 °C. Nói chung, nhiệt độ trung bình mùa hè ở hẻm núi Sićevo cũng tương tự như các lưu vực Niš, Pirot và Belopalanche trong khi thường ấm hơn khoảng 1 °C vào các tháng mùa đông. Mùa thu ấm hơn mùa xuân.
| Nhiệt độ trung bình các mùa ở Hẻm núi Sićevo (1950-2009) | Nhiệt độ trung bình các mùa ở Hẻm núi Sićevo (1950-2009) | Nhiệt độ trung bình các mùa ở Hẻm núi Sićevo (1950-2009) | Nhiệt độ trung bình các mùa ở Hẻm núi Sićevo (1950-2009) | Nhiệt độ trung bình các mùa ở Hẻm núi Sićevo (1950-2009) |
| Mùa                                                      | Đông                                                     | Xuân                                                     | Hè                                                       | Thu                                                      |
| -------------------------------------------------------- | -------------------------------------------------------- | -------------------------------------------------------- | -------------------------------------------------------- | -------------------------------------------------------- |
| Nhiệt độ trung bình                                      | 1,53 °C                                                  | 11,87 °C                                                 | 21,37 °C                                                 | 12,07 °C                                                 |

Hẻm núi Sićevo chịu ảnh hưởng của các cơn gió: gió bắc Kosava, gió Sićevo, Jugo và các gió tây bắc khác:
| Tổng quan về gió thổi qua hẻm núi Sićevo | Tổng quan về gió thổi qua hẻm núi Sićevo                                                                              |
| Tên gió                                  | Đặc điểm |
| ---------------------------------------- | --- |
| Kosava                                   | Gió bắc (còn gọi là "trư nhân") bắt nguồn từ hướng đông bắc. Gió thổi trong mùa đông xuân với cường độ không đáng kể. |
| Sićevo                                   | Gió mạnh nhất thổi qua và thường là yếu tố gây bão                                                                    |
| Jugo                                     | Gió ấm, rất bất lợi cho cây trồng vật nuôi. Có thể làm cây trồng khô héo và vật nuôi gầy ốm đến chết.                 |
| Gió tây bắc                              | Những cơn gió thường thấy nhất trong khu vực hẻm núi, tốc độ gió 1,5-2,9 theo thang Beaufort.                         |

Bầu trời nhiều mây ở hẻm núi Sićevo chủ yếu do gió tây thổi tới. Độ mây che phủ thường cao nhất vào mùa đông và đạt cực đại 0,7-0,8 trong tháng 12, khi đó bầu trời dường như bị mây che kín. Độ mây che phủ giảm khi sang xuân và kéo dài đến tháng 9.

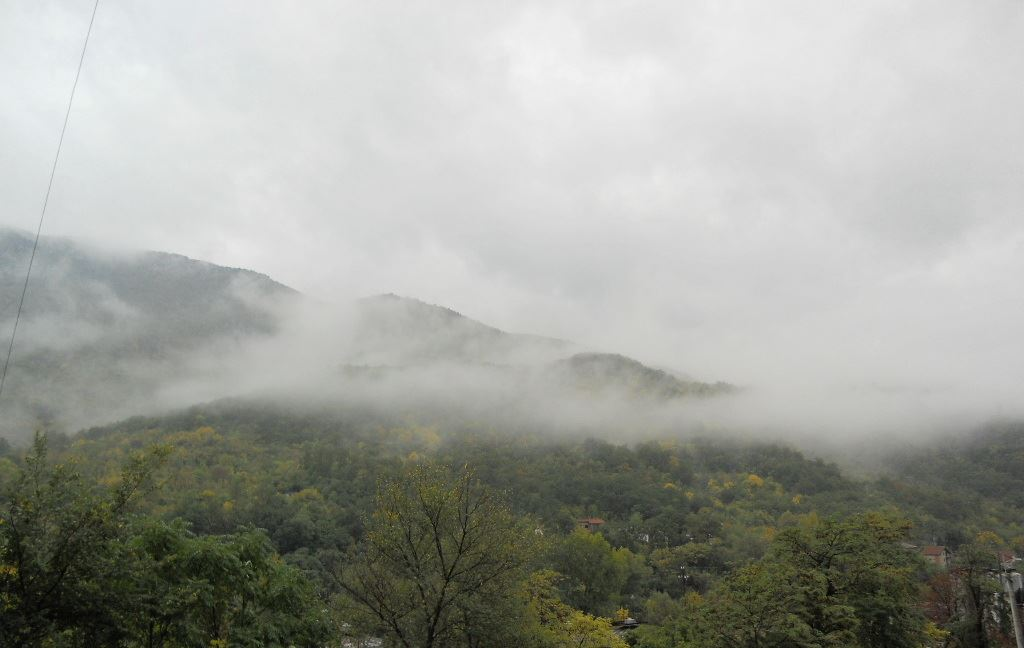
Bầu trời nhiều mây ở hẻm núi Sićevo chủ yếu do gió tây thổi đến

Mặc dù có lượng giáng thủy thấp 551-586,8 mm/năm, độ ẩm hẻm núi Sićevo tương đối cao hơn so với môi trường xung quanh do độ mây che phủ cao. Đó cũng là lý do làm giảm thiểu tác hại sương giá, gió và hạn hán. Khi độ ẩm tăng cao, sương mù xảy ra thường xuyên hơn và kéo dài lâu hơn. Gió tây mang hơi ẩm khiến lượng mưa cao nhất vào tháng 5 và tháng 10, còn lượng mưa ít nhất vào tháng 2 và tháng 9 do chịu ảnh hưởng của gió rét và khô. Khoảng 68% lượng mưa ghi nhận vào mùa sinh trưởng của thực vật. Tuy nhiên, trong bối cảnh biến đổi khí hậu toàn cầu, chế độ mưa này cũng bị thay đổi ở hẻm núi Sićevo, "vì vậy khi nhiệt độ đạt đỉnh vào những tháng hè cũng không có lượng mưa lớn (tháng khô cằn). Trong mười năm đầu thế kỷ 21, theo một quy tắc bất thành văn, hè hoàn toàn không mưa hoặc thời gian mưa rất ngắn, gần giống như đặc điểm của thời tiết bờ biển Adriatic."
Tương tự như vậy ở hầu hết lãnh thổ Serbia, lượng tuyết rơi các năm gần đây cũng giảm. Thập niên đầu tiên của thế kỷ 21 ghi nhận mùa đông rất ít tuyết, có khả năng do biến đổi khí hậu toàn cầu.
Trước khi hẻm núi Sićevo chịu ảnh hưởng của biến đổi khí hậu, tuyết phủ thường đạt đến một độ cao đáng kể khiến tàu hỏa vẫn thường bị trượt bánh trên đường ray (như ghi nhận vào những năm 1950). Do đó, đầu máy hơi nước chạy vào mùa đông phải lắp thêm các khớp truyền động đặc biệt. Kể cả như vậy, nhiều làng nằm ở Niš và Bela Palanka đã bị cô lập. Tài liệu cho thấy mùa đông năm 1875, tuyết ngập 142 cm, kéo dài từ ngày 10 tháng 11 cho đến tận ngày 2 tháng 4 năm sau.
| Yếu tố khí hậu trên hành lang cao tốc E-80, đoạn Prosek—Bela Palanka (hẻm núi Sićevo) |                         |                               |                         |                               |                                      |                     |                             |
| Trạm khí tượng                                                                        | Nhiệt độ trung bình năm | Lượng mưa trung bình năm (mm) | Ngày tuyết rơi đầu tiên | Đợt tuyết rơi trước           | Độ mây che phủ trung bình năm (n/10) | Tỷ lệ ngày nắng (%) | Áp suất trung bình năm (mb) |
| Niš (Bela Palanka)                                                                    | 12 °C (11 °C)           | 586,8                         | ngày 16 tháng 12        | ngày 1 tháng 3 đến 16 tháng 3 | 5,5                                  | 55                  | 1019—1020                   |

### Nước và đất

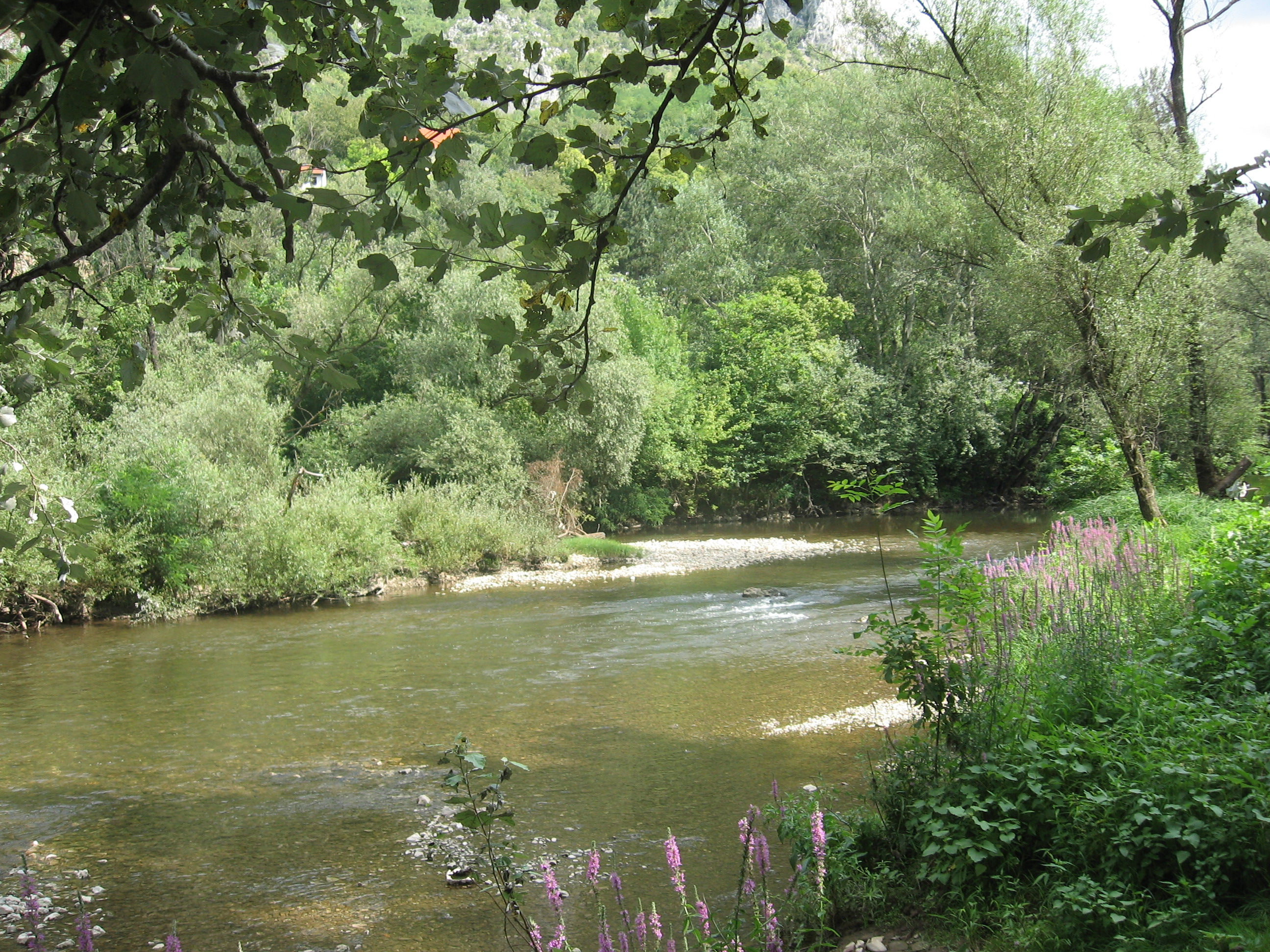
Nguồn nước chính của hẻm núi Sićevo là các tả lưu của sông Nišava

Về mặt thủy văn, vùng nước mặt của hẻm núi Sićevo thuộc lưu vực Biển Đen, chảy vào Biển Đen qua sông Danube. Hẻm núi Sićevo ít nước do đặc tính thấm của đá vôi, lượng nước mưa ngấm xuống các lớp chứa nước bên dưới. Khi đá vôi bị chuyển hóa sang đá ngậm nước (chủ yếu là đá cát đỏ), nước phun trào thành các con suối phân bố dọc theo chiều dài hẻm núi. Một số nguồn suối có lượng nước đáng kể được khoanh vùng để cung cấp nước sinh hoạt cho các làng địa phương.
Tả lưu sông Nišava là nguồn nước chính chảy qua hẻm núi, gồm các nhánh: sông Crvena, sông Ostrovica, sông Kunovica và sông Jelašniča.
Chế độ nước của sông Nišava và các phụ lưu chủ yếu được điều hòa do sự phân bố trầm tích và nhiệt độ không khí, cũng như thành phần đất đá, địa hình bề mặt và phân bố thảm thực vật của cả hẻm núi Sićevo. Dòng chảy Nišava giao cắt với hẻm núi và các địa tầng thung lũng là thành phần chính gây xói mòn. Ở các rãnh đất đá đôi khi có nước chảy ra khi tuyết tan hoặc mưa lớn, trong khi vào mùa khô thì thường không có nước. Thành phần đá vôi dưới tác động của dòng chảy sẽ tạo thành các suối karst ngầm như hố sụt bên dưới bề mặt.
Dựa trên dữ liệu của Viện khí tượng thủy văn Cộng hòa Serbia về chất lượng nước sông Nišava, các thông số thường vượt quá quy định (loại IIa và IIb) nên được xếp vào loại III hoặc "ngoài tiêu chuẩn". Chất lượng nước ngầm nhìn chung là đạt yêu cầu. Trên lý thuyết, mức BOD ở xấp xỉ giá trị giới hạn. Tổng dư lượng TSS nằm trong giới hạn nhưng biến thiên đáng kể. Độ pH và nồng độ nitrat, phosphat thường không đáng báo động. Chủ yếu do tình hình kinh tế nên việc sử dụng thuốc trừ sâu và phân bón trên đất canh tác trong hẻm núi cũng bị hạn chế. Nếu gia tăng hoạt động nông nghiệp cùng với thuốc trừ sâu có thể ảnh hưởng tiêu cực đến chất lượng nước ngầm.
Hệ thống cấp nước khu vực Nišava (NIVOS) gồm các nguồn nước ở Ljuberadja, Divljana, Mokra và Krupac cung cấp nước sạch (uống được) cho toàn bộ các làng dọc theo hẻm núi đến tận Niš. Nước sạch đạt chất lượng cao và đáng tin cậy.
Ở hẻm núi Sićevo còn phát hiện nước nóng 22 °C tại Ostrovica với năng suất khoảng 10 l/giây. Tuy chất lượng tốt có thể sản xuất đóng chai, việc khai thác đã không được thực hiện.

## Định cư
Vào thế kỷ 15, sau các cuộc càn quét của quân Ottoman bình định Ponišavlje (vào các năm 1413, 1426, 1443-1444, 1454), sự hình thành và hồi phục các làng nông thôn ở hẻm núi Sićevo dừng lại vào cuối thế kỷ vì diễn ra di cư hàng loạt. Đây cũng là thời kỳ còn lưu lại những văn bản đầu tiên xác chứng về cộng đồng dân cư nơi này khi Đế quốc Ottoman tiến hành điều tra dân số và địa chính năm 1498 có liệt kê Kunovica, Jelašniča và Prosek. Sang đến thế kỷ 16, lần đầu tiên làng Gradište và Dolac được nhắc đến. Các làng khác không được nêu tên chính thức bằng văn bản cho đến thế kỷ 19 nhưng chắc chắn được hình thành trước và trong thế kỷ 18.

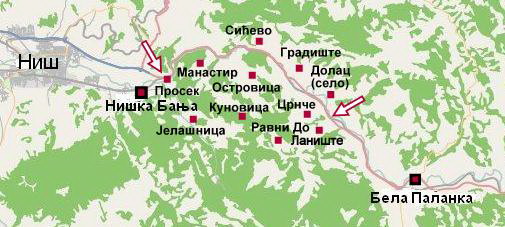
Hai đầu hẻm núi Sićevo đánh dấu bằng mũi tên, tập trung nhiều khu dân cư sinh sống

Dưới thời Ottoman cai trị, hẻm núi Sićevo với địa hình phức tạp bị cô lập với các tuyến giao thông chính. Cho đến thế kỷ 18 đây vẫn là nơi trú đóng của dân binh Hajduk hoặc những người Ponišavlje trốn khỏi sự áp bức hoặc truy bắt của quân Thổ. Từ những nơi chốn tạm thời này, làng Ostrovica và Sićevo được hình thành vào đầu thế kỷ 18, làng Ravni Do được tạo lập vào thế kỷ 18 hoặc đầu thế kỷ 19. Lúc đó, chắc chắn đã có các làng Crnče và Lanište, vì theo ghi chép vào năm 1837-1838, dân làng phải di dời khỏi địa điểm ban đầu do dịch hạch lây lan từ Sofia và Pirot.
Vào thế kỷ 19, sự phân bố dân cư tại các làng trong hẻm núi Sićevo đã thay đổi đáng kể. Việc định hình lại lãnh thổ cũng như Nam Tư giải thể cũng làm giảm bớt dân số khu vực này vào nửa sau thế kỷ 20.
Mạng lưới làng mạc của hẻm núi Sićevo là một phần khu vực nông thôn các đô thị Niška Banja và Bela Palanka, với tất cả các khu định cư thuộc loại nông thôn. Trong số 11 làng, tám làng là Gradište, Crnče, Ravni Do, Ostrovica, Sićevo, Prosek, Manastir và Kunovica với tổng số 1.938 người chiếm 53,75% nằm hoàn toàn trong khu vực hẻm núi. Còn lại 3 làng Dolac, Laniste và Jelašniča với 1.668 người chiếm 46,25% nằm lấn ra cả ngoài phần hẻm núi.
Theo Điều tra dân số năm 2011, bảy làng có dân số dưới 100 người, tất cả chỉ chiếm 7% tổng số dân. Còn lại 93% dân số cư ngụ trong bốn làng, mỗi làng đều có hơn 500 người.

### Nhà, sân và vườn
Còn rất ít dấu vết vật chất lưu lại về nhà cửa thời cổ đại, kể cả sau khi người Slav đến định cư. Bằng cách so sánh với các vùng khác ở Đông Serbia, các làng định cư ở hẻm núi Sićevo thời xưa mang hình thức sơ khai như kiểu lều bạt hoặc nhà gỗ. Cũng không có nhiều tài liệu từ thời Ottoman miêu tả hay đề cập về điều này.
Nhiều thế kỷ trước (thậm chí đến đầu thế kỷ 20), nhà cửa vẫn còn rất đơn sơ, chỉ phủ rơm hoặc cây gỗ, không được sơn quét, rất khó phát hiện ra dấu vết tàn tích cũ vì nguyên vật liệu hoàn toàn tự nhiên của môi trường xung quanh. Những ngôi nhà cổ nhất còn lại chỉ có một phòng với lò sưởi và gia súc thì được giữ ngay sát cạnh chỉ cách qua một hàng rào. Trong nhà bám đầy khói muội vì không có ống khói.
Sau đó, kỹ thuật xây dựng phát triển hơn, nhà được làm móng bằng đá, lò sưởi được ngăn lại để làm thịt hun khói,  chuồng gia súc được tách khỏi nhà chính và quây riêng ở một phần sân. Nhà ở kiểu này đại diện tiêu biểu cho thời Ottoman. Vào cuối thời Ottoman cai trị, khi người Thổ đến sống kết hợp xen kẽ, nhà được mở rộng ra nhiều phòng, có gác mái và mái bốn góc (trước kia là mái tròn hoặc bán nguyệt).
Hẻm núi Sićevo cũng như toàn bộ phía đông nam Serbia giai đoạn cuối thế kỷ 19 và đầu thế kỷ 20, các đô thị ra đời và xây dựng không hề có kiến trúc sư quy hoạch hay định hướng, vẫn chịu ảnh hưởng nặng nề của bối cảnh lịch sử, xã hội, văn hóa và các dấu ấn khác của Ottoman.

Các nhà dạng này khá phổ biến do nhu cầu cấp bách của dân nghèo nông thôn, không thể có nguyên vật liệu tốt, miễn sao có nơi che đầu là được. Ban đầu chỉ là nguyên vật liệu tự nhiên như gỗ, rơm,... rồi tiến đến gạch nung, đá, vữa. Về sau thế kỷ 20 thì mới áp dụng các vật liệu công nghệ mới. Khi đó, nhà cửa mới có thêm kính, mái nhà chắc chắn và hiên nhà, cùng với tầng hầm trữ rượu vang. Giữa hai cuộc thế chiến thịnh hành kiểu nhà gọi là Nišava-Moravia.
|                              |                                                    |                                                                       |
| Hầm rượu có từ đầu thế kỷ 20 | Làng Sićevo là hình ảnh của kiểu định cư tập trung | Một ngôi nhà ở làng Sićevo từ đầu thế kỷ 20 với mái hiên và hầm rượu. |

Trong thế kỷ 20, các khu dân cư lâu đời tiếp tục được xây dựng bổ sung thêm mới theo nhịp điệu thời đại, bên cạnh nhà ở còn có các nhà phụ trợ như kho, nhà chứa nông cụ, xe cộ, chăn nuôi, lò sưởi riêng, v.v. Do đó, diện tích trống càng bị thu hẹp lại, một phần do các vách đá giới hạn không gian, nên mật độ xây dựng tăng cao đông đúc và chật chội hơn. Sau Thế chiến II, nhà cửa bắt đầu có kết cấu cải thiện rõ rệt: nhiều phòng hơn, thêm tầng, có mái hiên che,... làm từ vật liệu chắc chắn hơn (bê tông, ngói, xi măng, gạch, sắt). Các bãi đất bắt đầu quy hoạch thành vườn (có chuồng trại bao quanh) và phân tách rõ nơi riêng cho lao động sản xuất. Diện mạo kiến trúc nhà cửa khác xa so với loại nhà Nišava-Moravia truyền thống trước kia.

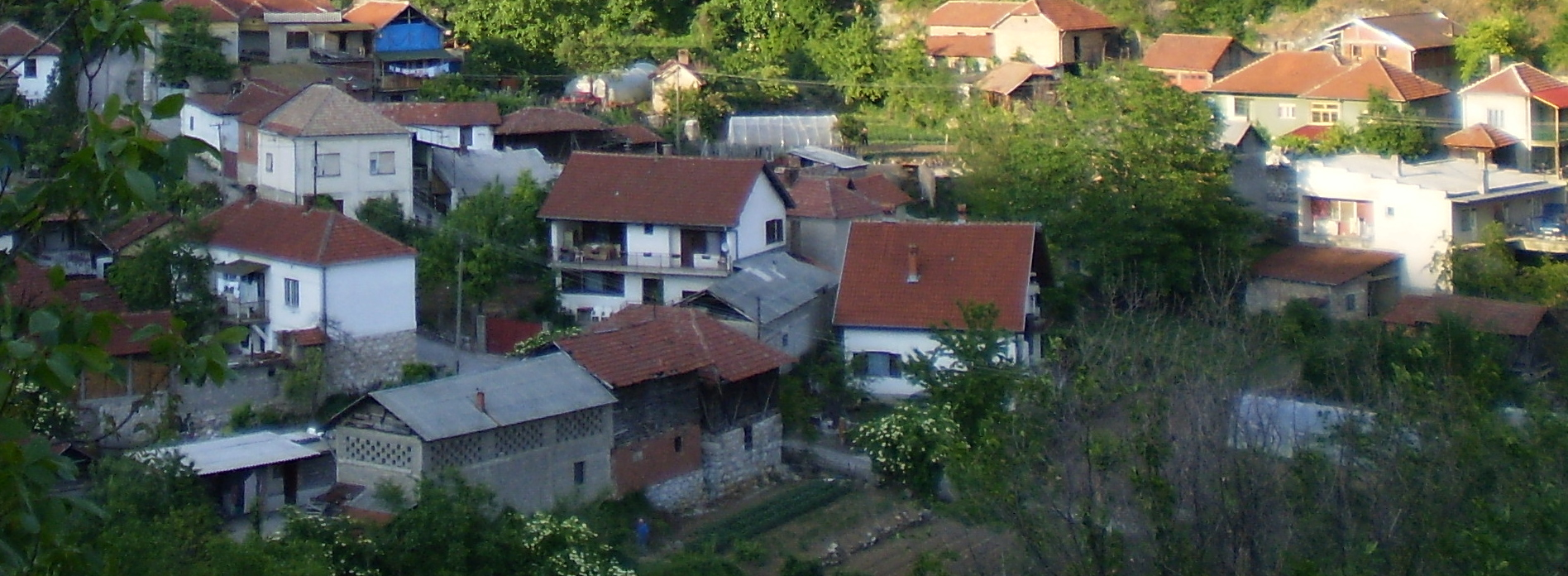
Diện mạo kiến trúc nhà cửa ở hẻm núi Sićevo vào cuối thể kỷ 20 khác xa với kiểu nhà truyền thống Nišava-Moravia trước đó

### Khu nghỉ dưỡng cuối tuần, điểm dừng chân tham quan
Dân cư ở hẻm núi Sićevo còn có kiểu tạm trú đã kéo dài hàng thế kỷ, tuy rằng trước đây chỉ liên quan đến việc chăn nuôi gia súc tạm thời. Cho đến thế kỷ 20, kiểu cư trú này có tầm quan trọng lớn đến nền kinh tế nông thôn tại đây. Nhưng dạng dân ngụ cư gắn với chăn thả gia súc này đã bước vào hồi kết vào cuối thế kỷ 20 và đầu thế kỷ 21. Lúc này phát sinh kiểu sinh hoạt mới là các khu nghỉ dưỡng cuối tuần hoặc nghỉ theo mùa. Như vậy sự phát triển loại hình này bắt nguồn từ nhu cầu nghỉ ngơi và giải trí của người dân. Các nhà trong làng đã thay đổi mục đích ban đầu từ sản xuất nông nghiệp sang phục vụ nhu cầu này chiếm tỉ lệ 13,2% vào năm 2001 và có chiều hướng gia tăng.

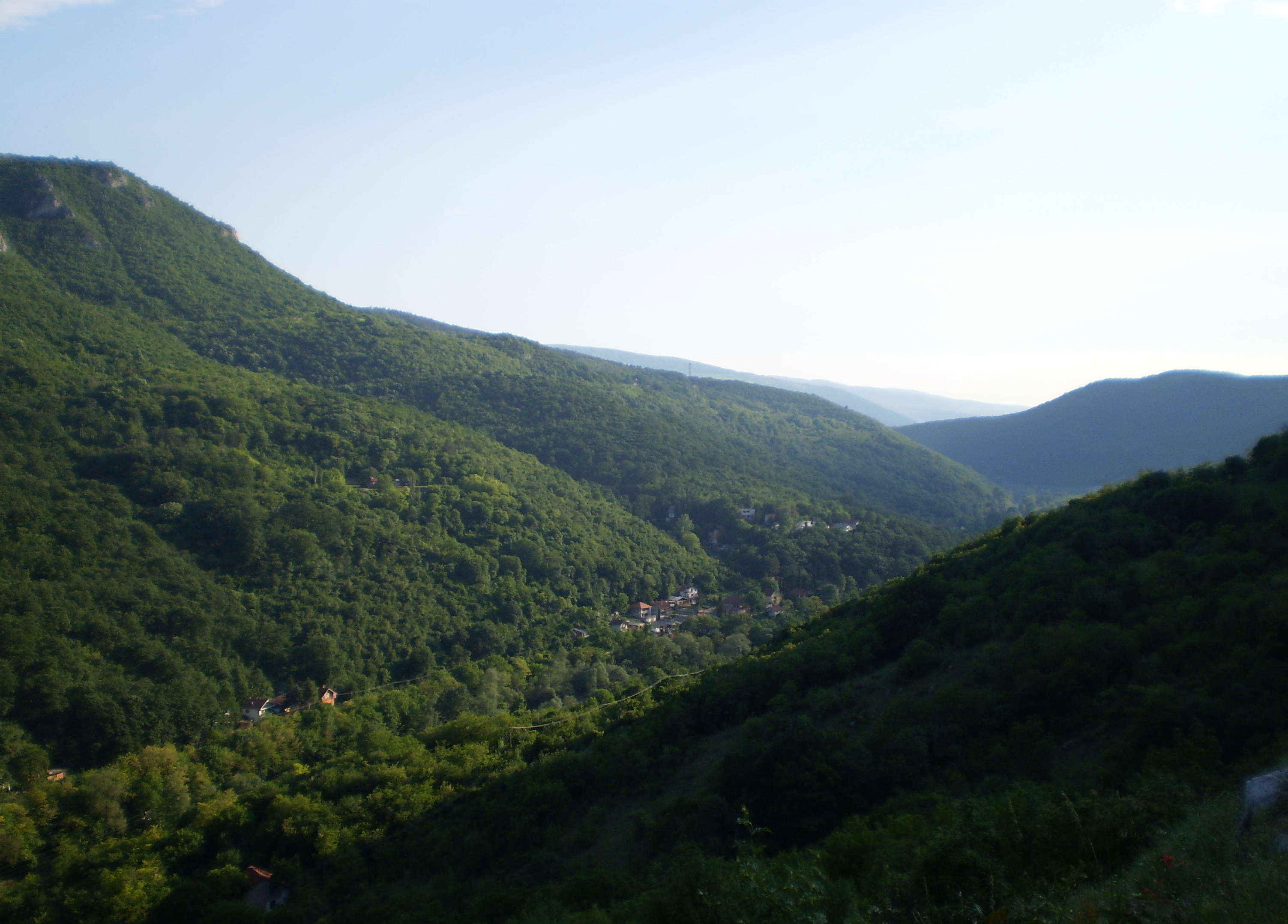
Một góc các khu nghỉ dưỡng được xây dựng ở hẻm núi Sićevo cuối thế kỷ 20 và đầu thế kỷ 21

Các khu nghỉ dưỡng cuối tuần nằm dưới chân núi Suva và Svrljica hoặc trên các sườn thung lũng Nišava trong phạm vi độ cao từ 220 m (Cemer) đến 420 m (Kurašnica). Các khu nghỉ dưỡng này được xây dựng ngay gần khu bảo tồn đẹp và có đường giao thông chạy tới đô thị trung tâm gần nhất là Niš. Mục tiêu là dần chuyển từ hình thức ở ngắn ngày (cuối tuần) phát triển thành khu dân cư sinh sống thường xuyên dài hạn.

Trong 15 khu nghỉ dưỡng, có bảy tập trung tại làng Sićevo, bốn ở làng Prosek và gần Tu viện, còn lại bốn ở các làng  Kunovica, Ostrovica, Laništa và Jelašniča. Tổng cộng có 983 nóc làm dạng nhà nghỉ này (trong tổng số 1.179 theo điều tra dân số năm 2002), tăng gấp hơn 10 lần so với thập niên 1960 chỉ có 97 nhà nghỉ cuối tuần chính thức đăng ký. Các nhà nghỉ cuối tuần phân bố rải rác hoặc liền kề với các hộ định cư thường xuyên khác.

## Dân số
Theo tài liệu lịch sử và các văn bản gần đây, dân cư ở hẻm núi Sićevo trong hàng thế kỷ chủ yếu vẫn là người Serb. Việc theo dõi dân số mới có chủ yếu từ thời trung cổ, còn trước đó và kể cả về sau luôn gặp khó khăn cản trở bởi hoàn cảnh lịch sử và cách trở địa lý như chiến tranh tàn phá, di cư, định cư tạm thời,...

### Di dân
Dân cư tại Sićevo có nguồn gốc từ các vùng khác, thậm chí quốc gia lân cận như Bulgaria và có thể chia thành ba nhóm chính:
Nhóm định cư lâu đời nhất (đến cuối thời Ottoman)
Nhóm người nhập cư lâu đời sống ở các làng: Ravni Do (đến từ Svrljica, Zaplanja, Klenj, Pirot, Malča, Kunovica), Lanište (có nguồn gốc từ Giuliani, Bulgaria và các làng lân cận Crnče), Dolac (từ Bulgaria và Gornji Rinj) và Sićevo (từ Svrljica và Čokot).
Nhóm định cư cận đại (từ đầu thế kỷ 20 đến Thế chiến thứ hai)
Nhóm người này ở Dolac (từ Gradište), Kunovica (từ Čukljenik) và Jelašniča (tập trung nhiều dân di cư Serbia đến khai thác mỏ và đặc biệt gia tăng vào giữa hai cuộc chiến tranh thế giới).
Nhóm định cư mới (từ giữa thế kỷ 20 đến đầu thế kỷ 21)
Nhóm người này chủ yếu chuyển đến sau Chiến tranh thế giới thứ hai cùng con cháu họ tập trung Prosek, Jelašniča, Sićevo và Ostrovica. Tỷ lệ nhập cư sau chiến tranh lên tới 92,4%, các thế hệ sau được sinh ra thì đã tính là dân bản địa nên tỉ lệ chỉ còn là 37,5% nhưng vẫn là con số lớn nhất trong tổng dân số.
| Tổng quan về số lượng dân nhập cư vào hẻm núi Sićevo 1878-2011 |       |       |       |       |       |       |       |       |       |       |
| Đơn vị                                                         | 1878  | 1921  | 1948  | 1953  | 1961  | 1971  | 1981  | 1991  | 2002  | 2011  |
| Gradište                                                       | 377   | 435   | 541   | 517   | 392   | 234   | 174   | 98    | 65    | 8     |
| Dolac                                                          | 305   | 420   | 146   | 139   | 146   | 153   | 137   | 99    | 72    | 52    |
| Jelašniča                                                      | 953   | 1.500 | 1.817 | 2.078 | 2.347 | 1.853 | 1.771 | 1.724 | 1.695 | 1.566 |
| Kunovica                                                       | 275   | 475   | 637   | 612   | 572   | 375   | 277   | 181   | 101   | 46    |
| Lanište                                                        | 111   | 153   | 285   | 263   | 204   | 155   | 133   | 106   | 68    | 50    |
| Tu viện                                                        | -     | 155   | 122   | 118   | 101   | 27    | 6     | 2     | 2     | 6     |
| Ostrovica                                                      | 889   | 1.136 | 1.283 | 1.290 | 1.209 | 1.018 | 889   | 767   | 603   | 464   |
| Prosek                                                         | 354   | 304   | 287   | 318   | 328   | 384   | 438   | 470   | 600   | 586   |
| Ravni Do                                                       | 174   | 252   | 435   | 380   | 378   | 295   | 213   | 148   | 102   | 54    |
| Sićevo                                                         | 911   | 1.097 | 1.361 | 1.368 | 1.389 | 1.268 | 1.093 | 1.012 | 1.007 | 737   |
| Crnče                                                          | 236   | 385   | 489   | 467   | 432   | 351   | 223   | 114   | 64    | 37    |
| Tổng                                                           | 4.585 | 6.312 | 7.403 | 7.550 | 7.498 | 6.113 | 5.354 | 4.721 | 4.376 | 3.606 |

### Tái phân bố - Dịch chuyển và di cư
Tái phân phối dân số là một đặc điểm cơ bản trong sự phát triển dân cư ở hẻm Sićevo:
- Di dân từ các làng kém phát triển đến các khu định cư tập trung có điều kiện phát triển kinh tế
- Làm trống nhân khẩu học của nhiều khu dân cư và di dời các làng nằm riêng lẻ đến.[53]

Tái phân bố dân số được đặc trưng bởi việc chuyển dịch dân cư từ các làng kém phát triển; (Gradište, Lanište, Crnče, Dolac, Kunovica, Ravni Do và khu Tu viện) đến các nơi kinh thế phát triển hơn (Sićevo, Ostrovica và Jelašniča), hoặc di dân tới các địa điểm mới (dọc theo cao tốc Niš-Dimitrovgrad hiện tại và phần mở rộng kéo dài) trên quan điểm tăng cường phúc lợi và hiện đại hóa đời sống nông thôn. Bên cạnh việc dịch chuyển có định hướng như trên còn có số lượng tái định cư đáng kể trong phạm vi làng từ các nhà cũ sang các nhà mới xây dựng về sau.
Cho đến giữa thế kỷ 18, số lượng dân nhập cư thường lớn hơn di cư do dòng người tị nạn chạy khỏi sự áp bức của quân Thổ tìm đến hẻm núi Sićevo. Một bộ phận đã quyết định ở lại lâu dài, không rõ đó có phải là nguồn gốc hình thành các làng Sićevo và Ostrovica không. Sau khi giành được độc lập từ tay Ottoman, ghi nhận sự di cư ở mức độ thấp (tới vùng phụ cận Smederevo, România và các nơi khác) vì dân số gia tăng liên tục ở tất cả các làng.
Quá trình công nghiệp hóa các đô thị xung quanh (Niš, Bela Palanka, Pirot) trong giai đoạn 1960-1990 thu hút hàng loạt dân chúng về vùng ngoại ô, chủ yếu là đến Niš. Thực trạng này để lại một khoảng trống nhân khẩu học kéo theo kinh tế đi xuống tại hẻm núi Sićevo. 
Tại hẻm núi Sićevo, sau Chiến tranh thế giới thứ hai, tổng cộng có 334 ngôi nhà bị bỏ hoang không có người ở - 68 ở Gradište, 61 ở Kunovica, 59  ở Crnče, 52 ở Dolac, 41 ở Ravni Do, 40 ở khu Tu viện và 13 ở Lanište. Trong phạm vi các làng bị tác động, tổng dân số giảm từ 5,7 lần từ năm 1948 đến 2002.
Prosek là làng duy nhất ở hẻm núi Sićevo có dân số tăng liên tục từ giữa thế kỷ 20 đến năm 2002 (đặc biệt tăng nhanh từ những năm 1990) còn Jelašniča, Ostrovica và Sićevo đều có xu hướng dân số giảm trong những thập kỷ gần đây.
Theo kết quả của Tổng điều tra dân số năm 2011, suy giảm dân số là xu hướng chung của tất cả các làng tại hẻm núi. Yếu tố này tác động rõ rệt đến Gradište, Sićevo, Kunovica, Ostrovica, Crnče, riêng đối với Prosek lại không có thay đổi đáng kể.
Bên cạnh tỷ lệ suy giảm dân số tự nhiên (-29,1‰), tỉ trọng người cao tuổi (hơn 30%) và thực tế 10% người trong độ tuổi lao động cũng sẽ chuyển đến các khu đô thị phù hợp với cấu trúc nghề nghiệp (chủ yếu là Niš và vùng ngoại ô) thì dự kiến trong tương lai, tổng dân số tại hẻm núi Sićevo sẽ tiếp tục giảm.

## Kinh tế
Nền kinh tế của các làng đông dân trong hẻm núi Sićevo đang trong giai đoạn suy thoái và được đặc trưng bởi sự suy giảm sản phẩm xã hội, tỷ lệ thất nghiệp cao,  thiết bị máy móc lỗi thời, năng suất lao động và hiệu quả kinh doanh thấp. Các hoạt động chính là trồng nho, nông nghiệp truyền thống (trồng trọt, chăn nuôi, nuôi ong và thu hái dược liệu và lâm sản), trong khi mảng dịch vụ phát triển kém (thương mại, ăn uống, du lịch và vận tải).
Các làng ở hẻm núi Sićevo thuộc đơn vị hành chính của đô thị Bela Palanka (lọt vào 40 đô thị kém phát triển nhất của Serbia) có cùng đặc điểm phát triển với quy mô gần giống như toàn cảnh đô thị này. Tình hình không khá hơn với các làng thuộc đô thị Niš tuy tổng thể thì Niš phát triển hơn. Hầu hết các hoạt động kinh tế chính diễn ra trong nội thành Niš và Bela Palanaka), nên đã thu hút dân cư hẻm núi Sićevo đến làm việc.
Đất màu mỡ thích hợp để trồng trọt chủ yếu ở độ cao thấp, dọc theo sông Nišava và lưu vực Ostrovica, có đồng cỏ xen lẫn với rừng. Đất nông nghiệp do đó cũng phân thành các mảnh nhỏ, không thể tận dụng được các máy móc hiện đại nên cho năng suất thấp.
Những cây ăn trái có điều kiện để trồng trong hẻm núi theo truyền thống như nho, mận, táo hay gần đây là các giống mâm xôi được thị trường yêu thích. Tuy nhiên, ngành trồng cây ăn trái vẫn đang trong quá trình phát triển, mở rộng vì hiện tại năng suất vẫn còn thấp.
Sản xuất rượu vang là một nghề có từ hàng thế kỷ, chủ yếu tập trung ở Sićevo (năm 1924 đã có 960.000 gốc nho), Prosek và Ostrovica.
Gần đây, theo quy định bảo tồn dành cho hẻm núi Sićevo, các chế độ nông nghiệp đặc biệt cũng được áp dụng và có tầm quan trọng trong phát triển như: thu hái lâm sản và dược liệu, nông sản hữu cơ và du lịch câu cá, đối với khu bảo tồn tuyệt đối không sử dụng phân bón và chế phẩm hóa học.
Các cây dược liệu quan trọng mọc tại hẻm núi: hoa cúc Matricaria chamomila, hoa ban Hypericum perheadsatum, cỏ xạ hương Thymus serpyllum, vạn diệp Achillea millefolium, sơn tra Crataegus monogyna, cơm cháy Sambucus nigra, bách xù Juniperus communis, tầm xuân Rosa canina và nhiều loại khác. Lâm sản phổ biến nhất là các loại trái cây rừng: việt quất Vaccinium myrtillus, mâm xôi đen Rubus ulmifolius, mâm xôi đỏ Rubus idaeus, dâu rừng Fragaria vesca, sơn tra Crataegus sp., giác mộc Cornus mas, táo dại Malus silvestris, lê rừng Pyrus pyraster, anh đào dại Prunus avium,...

Một diện tích đồng cỏ lớn là lợi thế để phát triển chăn nuôi. Tuy nhiên, do hạn chế kỹ thuật canh tác và phân bón hóa học, sản lượng cỏ phục vụ chăn nuôi rất thấp nên gia súc được chăn thả tự do. Do đó, ngành chăn nuôi cũng kém phát triển, chủ yếu tập trung đáp ứng các nhu cầu tại chỗ của dân địa phương. Không có trang trại tập trung lớn nên điều kiện nuôi nhốt gia súc không có không gian và hợp vệ sinh. 
Tiềm năng thủy điện của dòng Nišava ở hẻm núi Sićevo được khai thác bằng cách xây dựng hai nhà máy thủy điện cỡ nhỏ ở Ostrovica (Sveta Petka) và Sićevo (Sićevo).
 Giáo sư Djordje Stanojevic, trong tác phẩm "Công nghiệp điện ở Serbia" từ năm 1900, đã viết:
 "Sau Morava sẽ đến lượt Nišava phát điện từ hẻm núi Sićevo và truyền tải đến Niš."
Phải mất gần 10 năm để ý tưởng này trở thành hiện thực.
Hình: Thủy điện cỡ nhỏ Sićevo
Nhà máy thủy điện đầu tiên Sveta Petka có công suất 0,60 MW đi vào vận hành từ 21 tháng 9 năm 1908, đã làm việc không ngừng hơn một trăm năm. Dân làng Sićevo và ngài Todor Milovanović, thị trưởng Niš về sau, chịu trách nhiệm xây dựng nhà máy thủy điện Sveta Petka. Họ thậm chí đã liên lạc nhà bác học Nikola Tesla làm kỹ sư thiết kế cho công trình này. Sveta Petka chỉ sau nhà máy thủy điện đầu tiên trên sông Niagara ở Hoa Kỳ có 13 năm. Niš nhờ đó mà lần đầu tiên có ánh sáng đèn điện. Giáo sư Aćim Stevović trường Đại học Khoa học kỹ thuật Beograd đã thiết kế đập nước, kênh dẫn nước và tòa nhà kỹ thuật, còn thiết bị lắp đặt được mua trọn bộ từ Đức và vẫn hoạt động cho đến ngày nay. Điện truyền đến Niš thông qua đường dây 8 kV dài 25 km.
| Thông số kỹ thuật  | | |
|                    | Sveta Petka | Sićevo |
| Lưu lượng cài đặt  | 10,50 m³/s | 20 m³/s |
| Công suất cài đặt  | 0,60 MW | 1,35 MW |
| Tua-bin            | - 2 tua-bin Francis do Ј. M. Voith Heidenheim sản xuất (1908) - 1 tua-bin Pelton do Ј. M. Voith Heidenheim sản xuất (1931)                                                          | - 3 tua-bin Francis do Ј. M. Voith Heidenheim sản xuất (1931, 1938) |
| Máy phát           | - 2 máy phát điện xoay chiều 3 pha công suất 200 kW do Siemens-Schuckert Werke Wien sản xuất (1908) - 1 máy phát điện xoay chiều 1 pha công suất 200 kW do Siemens-Schuckert (1927) | - 2 máy phát điện xoay chiều 3 pha công suất 352 kW do Siemens-Schuckert Werke Wien sản xuất (1931) - 1 máy phát điện xoay chiều 1 pha công suất 644 kW do Brоwn, Boveri & Co. Mannheim sản xuất (1938) |
| Sản lượng hàng năm | 3,10 GWh | 3,70 GWh |

Nhà máy thủy điện nhỏ thứ hai Sićevo được xây dựng gần cuối là phần dốc của hẻm núi, ngay dưới chân làng Sićevo. Từ nhà máy thủy điện Sveta Petka đi khoảng 6 km về phía hạ lưu là gặp đập nước của nhà máy thủy điện Sićevo. Nhà máy có công suất 1,35 MW là sự tiếp nối dựa trên nhu cầu lượng điện tiêu thụ của đô thị Niš sau khi Sveta Petka đi vào hoạt động. Dự án bắt đầu vào tháng 5 năm 1921, kỹ sư Dekler từ Viên được thuê đến để đo đạc địa hình và thu thập dữ liệu cần thiết cho Siemens-Schuckert thực hiện. Khởi công xây dựng vào ngày 8 tháng 10 năm 1928. Khi sắp hoàn thành thì trận lũ lớn mùa hè năm 1929 quét qua làm hỏng một phần công trình và cuốn hết nguyên vật liệu xây dựng. Năm 1930, một thảm họa tương tự lại xảy đến tiếp tục kéo dài thời gian thi công và tăng chi phí công trình. Năm 1931, cuối cùng nhà máy thủy điện Sićevo cũng được đưa vào thử nghiệm và chính thức hoạt động từ tháng 12 sau 2 năm chậm tiến độ, tổng là 9 năm từ khi mua thiết bị đầu tiên. Ngày nay, nhà máy thủy điện Sićevo vẫn hoạt động tốt, là một phần không thể thiếu của ngành Điện lực Serbia.

## Động thực vật

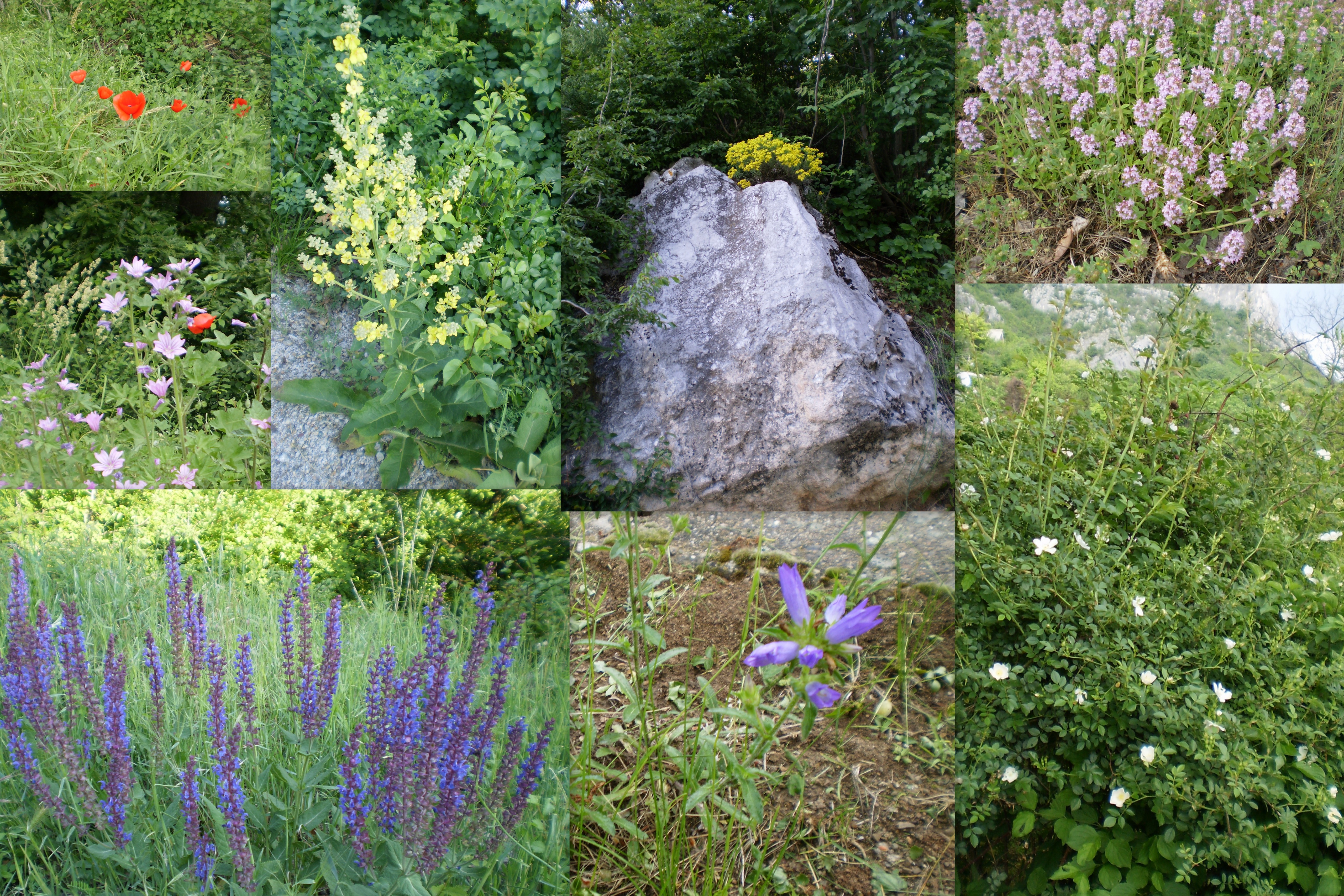
Hẻm núi Sićevo đa dạng về các loài hoa đặc trưng thích nghi với khí hậu khác biệt, phong phú từ vách đá cho đến dọc bờ sông Nišava

Mặc dù có địa hình hẹp và mặt đá vôi trơ trọi nhìn có vẻ khắc nghiệt nhưng hẻm núi Sićevo có tầm quan trọng rất lớn trong việc bảo tồn các loài hoa có từ kỷ Đệ tam. Vì đặc tính trước tiên là môi trường tổng thể ở hẻm núi ở trạng thái bảo tồn nguyên trạng. Một điều kiện chung khác của các hẻm núi ở miền trung Ponišavlje có nhiệt độ trung bình ấm hơn các hẻm núi khác ở Serbia, do mặt phía nam nóng hơn hẳn vào ban ngày. Tuy nhiên, điều quan trọng nhất với hẻm núi Sićevo là được các dãy núi che chắn nên độ ẩm tương đối cao hơn môi trường xung quanh. Yếu tố này giảm bớt ảnh hưởng của các điều kiện bất lợi như băng giá, gió, hạn hán và cũng khiến cho sương mù xảy ra thường xuyên hơn và kéo dài lâu hơn. Mật độ sương mù dày vào sáng sớm là biểu hiện của độ ẩm cao. Sự xuất hiện của các loài thực vật miền Địa Trung Hải minh chứng cho điều này, đây là các loài thích nghi với khí hậu hẻm núi có độ ẩm cao.

### Hệ thực vật
Nằm trong sự phong phú đa dạng các loài hoa, hẻm núi Sićevo cũng ghi nhận 68 loài thực vật đặc hữu gồm cả một số loài đặc hữu bản địa. Nghiên cứu ra rằng có ba loài thực vật chỉ tìm thấy ở hẻm núi, có khả năng đã biến mất hoàn toàn tại các vùng khác trên lãnh thổ Serbia. Có 20 loài nguy cơ tuyệt chủng (CR), 30 loài nguy cấp (EN), 80 loài dễ thương tổn (VU), 125 loài nguy cơ thấp và 9 loài không có đủ dữ liệu đánh giá.
Trong số các loài kỷ Đệ tam đang bị diệt vong của hệ thực vật châu Âu chỉ còn phát hiện ở hẻm núi Sićevo có hai loài thuộc chi Ramonda (Ramonda serbica, Ramonda nathaliae) và xô thơm Salvia officinalis (một trong những cây thuốc lâu đời nhất). Các cây này có lẽ nguồn gốc từ châu Phi, mang đặc tính của thực vật cận nhiệt ở châu Âu và Địa Trung Hải. Ramonda serbica rất gần gũi với Ramonda nathaliae và có thể phát sinh thành loài riêng biệt do đa bội hóa. Mật độ Ramonda trong hẻm núi tính trên diện tích 5 m² thay đổi từ 10-350 cá thể tùy thuộc vào cấu trúc đất đá và thảm thực vật. Sự hiện diện của cây xô thơm được giải thích là do điều kiện sống trong "ốc đảo Địa Trung Hải" tương tự giá trị sinh thái lịch sử của loài cây này cũng như các thực vật ưa nhiệt khác.
|  |  |  |

### Động vật
Các loài động vật phổ biến được ghi nhận tại hẻm núi là: thỏ (Lepus europeaus), cáo (Vulpes vulpes) và cả chó rừng (Canis aureus). Mèo hoang (Felis silvestris) hiếm khi bắt gặp còn linh miêu lynx (Lynx lynx) có thể không còn cá thể nào dù các báo cáo cho rằng vẫn có cơ hội cho loài này ở sườn núi Suva là môi trường sống của chúng. Ở sông Nišava có rái cá (Lutra lutra) tuy rất hiếm do lượng thức ăn tự nhiên của chúng là cá đã suy giảm đáng kể.
Các loài thú khác có thể kể đến: lửng (Meles meles), chồn hôi (Mustela putor), triết nâu (Mustela nivalis), nhím biển (Erinaceus europaeus), chuột chũi (Talpa europaea), sóc đỏ (Sciurus vulgaris), dúi mù (Spalax leucodon), chuột rừng (Apodemus agrarius) và chuột.
Về bò sát có rùa rừng (Testudo hermanni) sống ở suối Kunovica. Rắn được đại diện bởi rắn săn chuột (Zamenis longissima), rắn vảy sừng (Vipera ammodytes,Vipera berus) và rắn cỏ (Natrix natrix) ở suối.
|  |  |  |  |

Thống kê cho thấy hẻm núi Sićevo có hơn 100 loài chim, trong đó 75 loài chim làm tổ. Các loài được quan tâm trên trường quốc tế như loài cú lớn nhất thế giới (cú đại bàng Bubo bubo) và 32 loài chim hiếm khác như các loài chim làm tổ: diều ăn ong (Pernis apivorus), đại bàng vàng (Aquila chrysaetos), cắt lớn (Falco peregrinus), cắt ngón ngắn (Accipiter brevipes), diều rắn (Circaetus gallicus), cú mèo (Otus scops), đớp ruồi Địa Trung Hải (Oenanthe hispanica), gà so xám (Perdix perdix), gà gô đá (Alectoris graeca), cu rừng (Columba palumbus, Columba oenas), cu gáy (Streptopelia turtur, Streptopelia decaocto), quạ thông (Garrulus glandarius), gõ kiến xanh (Picus viridis), gõ kiến (Picidae), cút (Coturnix coturnix), ngoài ra cũng quan sát được vịt trời và ngỗng trời vào mùa đông. Theo một số nghiên cứu của Kostić "ngày nay hiện trạng suy giảm đáng kể do nạn phá rừng, xây dựng và khai thác mỏ".
|  |  |  |  |

Gần đây, một loài có nguy cơ tuyệt chủng là kền kền (Neophron percnopterus) đã xâm nhập hẻm núi từ hướng Mosor, một đỉnh của dãy Suva. Hẻm núi cũng là nơi làm tổ cuối cùng của các loài cắt đang gặp nguy cấp tại Serbia. Các vùng cao của hẻm núi từng là khu sinh sản lớn nhất của gà gô đá (Alectoris graeca) ở Serbia, ngày nay hiếm hơn nhiều. Khu vực làm tổ của én Anpơ (Apus melba) cũng là một điểm đặc biệt tại đây.

## Lịch sử
Ngay từ buổi đầu lịch sử, hẻm núi Sićevo đã nằm trên giao lộ giữa châu Âu với châu Á và châu Phi, là nơi chứng kiến ảnh hưởng của phát triển xã hội và quan hệ kinh tế thời xưa. Các tuyến đường cao tốc châu Âu ở Balkan đi qua hẻm núi Sićevo ngày nay bắt đầu từ con đường Via militaris thời La Mã và Byzantium, phát triển thành "Đường đến Constantinopolis" thời Ottoman cho đến cao tốc xuyên châu Âu tuyến E-75 và nhánh E-80 phía đông vào thế kỷ 21. Nhờ các tuyến giao thông này, hẻm núi Sićevo trở thành giao điểm của châu Âu với Tiểu Á, của khu vực Biển Đen với Địa Trung Hải.
Vì vậy, dấu vết của văn hóa vật chất trong hẻm núi Sićevo có thể truy được về thời tiền sử, thời La Mã và Byzantium, cho đến hậu Byzantium. Do dân cư thưa thớt và đường sá kém, hẻm núi không được nhắc đến nhiều trong thời Ottoman. Khi dân binh Hajduk xuất hiện đã tụ tập ở đây rồi dần phát triển thành các làng định cư. Từ lúc có tuyến đường sắt đi qua vào cuối thế kỷ 19, đầu thế kỷ 20, nhiều văn nghệ sĩ, sử gia đã đến và ghi lại dấu ấn hiện đại tại đây.
Hẻm núi Sićevo không chỉ "đặc trưng là cầu nối tự nhiên với các khu vực xung quanh" mà thường còn nằm trên biên giới các nước hoặc đế chế, có lúc lại là  "miền biên viễn" của các "tiểu quốc tồn tại ngắn phổ biến trong lịch sử Balkan".

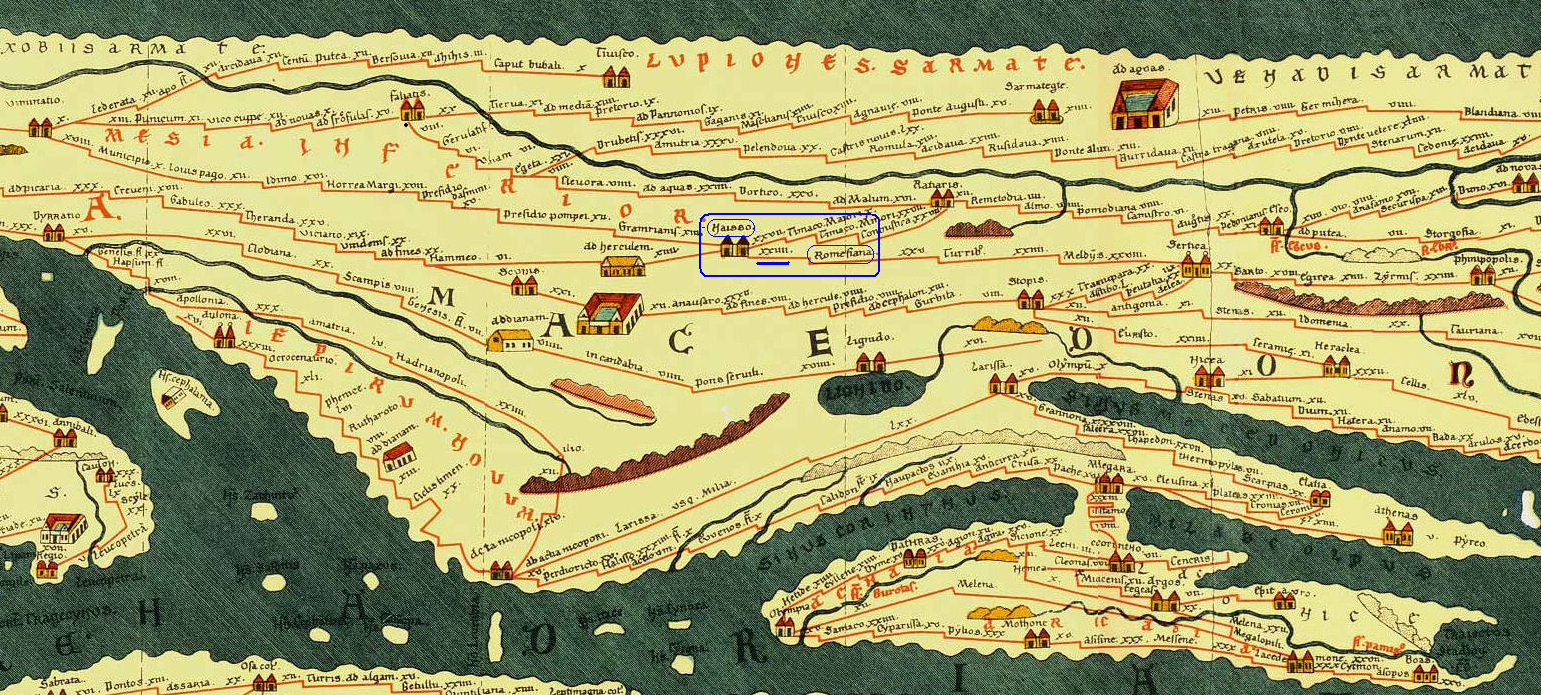
Một phần Bản đồ Peutinger (Tabula Peutingeriane) của La Mã thể hiện Naissa (Niš) với hẻm núi Sićevo khoanh vùng đánh dấu xanh. Bản đồ ghi rõ khoảng cách từ Roma đến Niš và Bela Palanka do vị trí chiến lược trên tuyến đông tây.

Ba đặc điểm cơ bản có ý nghĩa quyết định tới sự phát triển của hẻm núi Sićevo trong quá khứ và hiện tại, đặt trong bối cảnh bảo tồn môi trường tự nhiên là:
| Đặc điểm cơ bản có ý nghĩa quyết định tới sự phát triển của hẻm núi Sićevo trong quá khứ và hiện tại, đặt trong bối cảnh bảo tồn môi trường tự nhiên | |
| Đặc điểm | Tính chất cơ bản                                                                                                 |
| Địa lý | Hẻm núi có tính chất cô lập và tách biệt, được các dãy núi cao bao quanh, có rừng nguyên sinh và thứ cấp che phủ |
| Vị trí | Nằm trên huyết mạch đông tây, các đạo quân hoặc những cuộc di cư lớn ở Balkan đều đi qua                         |
| Đường biên | Ranh giới trải dài của hẻm núi nằm trong các khu vực biên giới lịch sử kéo theo các hệ quả xã hội về sau         |

### Thời tiền sử
Bán đảo Balkan có người định cư từ rất sớm. Các nhà khoa học cho rằng Tây và Trung Âu được định cư từ đầu thế Cánh Tân (kỷ băng hà), còn con người đầu tiên xuất hiện trên bán đảo Balkan là cuối kỷ Đệ Tứ (sông băng Virmic). Hơn 40.000 năm trước, khí hậu lạnh giá, băng giá vĩnh cửu có độ cao đến 1.500 m so với mực nước biển. Điều này được chứng thực khi tiến hành khai quật hai hang động Velika và Mala Balanica gần làng Sicevo trong các năm 2006—2010. Theo nghiên cứu của giáo sư tiến sĩ Dušan Mihailović trên hàng ngàn công cụ của người Neanderthal khai quật được xác định quần thể khoảng 10-15 cá thể thuộc 3 gia đình, sinh sống bằng săn bắt và hái lượm.
Những khai quật tiếp theo sâu hơn tại hang Mala Balanica đã phát hiện dấu vết cổ xưa hơn của loài người, trước cả người Neanderthal. Điều này chứng tỏ trên cùng một địa điểm đã có những nhóm người khác nhau sinh sống trong khoảng từ 150.000 đến 600.000 năm trước.
Nghiên cứu mới nhất của William Rink từ Canada cho thấy hàm hóa thạch này đã có ít nhất 397.000 tuổi, hoặc có thể lên đến 525.000 tuổi. Như vậy, đây là hóa thạch về con người cổ nhất ở Trung Âu, có từ giai đoạn giữa thế Cánh Tân.
"Đây có lẽ là một điều thú vị nhất nếu các nghiên cứu tương lai khẳng định được rằng có thời điểm trong một hang động ở hẻm núi Sićevo, người Neanderthal đã sống chung với người hiện đại.
 Điều này dựa trên việc phát hiện một hàm dưới của người vượn từng sống tại Balkan. Niên đại trong các nghiên cứu trước đây đã đẩy ranh giới tiến hóa loài người đi xa hơn. Nghiên cứu cho thấy Balkan là "cửa ngõ châu Âu" và là một trong ba nơi lánh nạn chính của con người và động thực vật trong kỷ băng hà."

### Ranh giới của bộ lạc Triballi và Dardani
Vào thế kỷ 6 TCN, Triballi và Dardani là những tộc người lớn mạnh nhất ở Balkan. Trung tâm của Triballi chạy ngang qua Ponišavlje ngày nay. Các suy đoán cho rằng có ranh giới tự nhiên giữa hai bộ lạc này, và nếu có thì đó chính là hẻm núi Sicevo và núi Suva dường như là giả định chắc chắn do rất khó vượt qua. Tuy nhiên ranh giới này cũng không rõ ràng vì vẫn có những dấu vết tác động qua lại giữa Triballi và Dardani.
Thời đại đồ sắt ở Serbia đánh dấu bằng sự xuất hiện của người Celt cũng như sự xâm nhập của nền văn minh Hy Lạp. Người Celt tấn công và chiếm một phần lãnh thổ Triballi nhưng sau đó liên kết với nhau lập nên bộ lạc Scordisi hùng mạnh, lưu lại dấu vết trong hẻm núi Sićevo.

### Biên giới hành chính La Mã

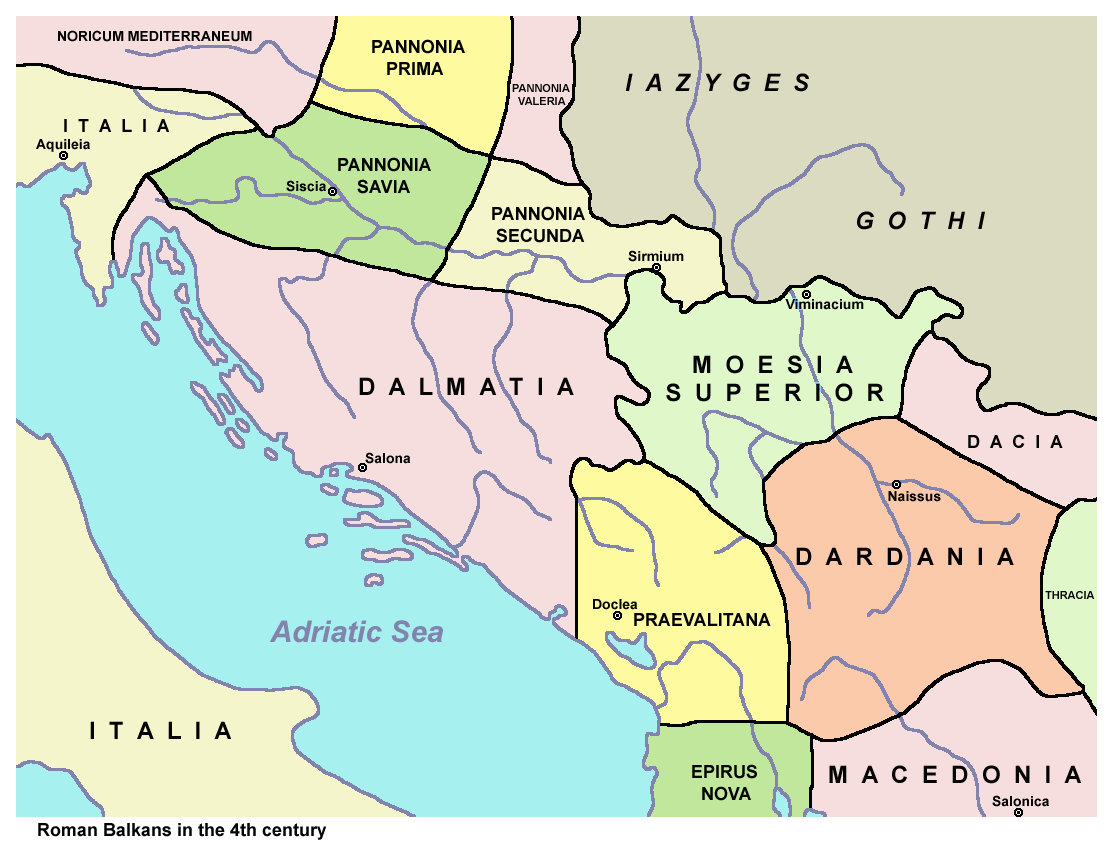
Vào thế kỷ thứ 3, hẻm núi Sićevo thuộc Dardania của tỉnh Moesia (Thượng Moesia), về sau thuộc tỉnh Dacia

Phần lãnh thổ Serbia ngày nay được sáp nhập vào Đế quốc La Mã khoảng năm 29-28 TCN sau khi Marcus Licinius Crassus tiến hành đại chinh phạt từ Macedonia đến Moesia, đánh tan các bộ lạc Triballi và Dardani. Hai năm chiến tranh đã khuất phục Ponišavalje, chắc chắn hẻm núi Sićevo lúc đó thuộc tỉnh Moesia của Đế quốc La Mã (hoặc phần Thượng Moesia).
Thượng Moesia bao gồm phần lớn Serbia ngày nay. Chỉ một phần nhỏ ở phía đông nam thuộc về Thracia. Ranh giới phía đông của Moesia từ Kumanovo băng qua Tran chạy về phía tây bắc giữa Bela Palanka và Pirot. Làng Ploča và hẻm núi Sićevo nằm ở ranh giới của Nais (tiếng Latinh: Regio Naisstensis, tức Niš ngày nay) và Remesian (tiếng Latinh: Regio Remesiannis ứng với Bela Palanka ngày nay).
Thời La Mã có "đường quân sự" (via militaris) để binh lính hành quân, với đoạn đường được coi là bất khả xâm phạm đến phía nam hẻm núi Sićevo rồi từ Niš dẫn qua Kunovica, cao nguyên Ploča, Crvena Reka đến Serdica và xa hơn nữa là Constantinopolis. "(Trên bản đồ) có ghi chú  gần con đường Naissus - Serdica (ở Ihtiman gần Sofia) rằng Nero năm 61 cho dựng nhiều quán rượu và khách điếm dọc tuyến đường này."

### Thời trung cổ
Năm 395, Đế quốc La Mã chia làm Tây La Mã và Đông La Mã (Byzantium). Hẻm núi Sićevo nằm ở Đông La Mã là phần diễn ra chiến tranh liên tục giữa La Mã và các bộ lạc Đông Serbia. Đến thời Justinianus I (527-565), tình hình mới được ổn định nhưng ngay sau đó, người Avar và Slav xâm chiếm lãnh thổ Đông Serbia ngày nay. Người Slav bắt đầu định cư ở hẻm núi Sićevo từ thế kỷ 5.
Lịch sử khu vực này ghi dấu đầu tiên với Stefan Nemanja liên tục đấu tranh với Bulgaria hoặc Byzantium, cùng với các cuộc nội chiến giữa các hoàng thân Serbia nhằm tranh giành quyền thống trị. Khởi nguồn từ chiến tranh Hungary-Byzantium 1165-1167, cái tên Stefan Nemanja và nhà nước Serbia lần đầu tiên được nhắc đến ở khu vực này.

Bản đồ bang German năm 1184 cho thấy hẻm núi Sićevo nằm ở Giáo xứ Nišava.

Vào thời trung cổ (thế kỷ 12-14), hẻm núi Sićevo thuộc vương quốc Serbia. Nemanja định lập kinh đô tại Niš, ông đã cho xây Nhà thờ Thánh Pantaleon ở đó, nhưng chỉ có thể đảm bảo được quyền lực với sự trợ giúp của thế lực bên ngoài. Trong khi Byzantium chỉ chờ đợi cơ hội để tấn công. 
Trong suốt các triều đại Serbia trung cổ, vị trí của Ponišavlje luôn bất ổn. Một mặt, địa điểm này nằm trên đường hành quân chiến lược hàng thế kỷ hướng về trung tâm đế chế là Constantinopolis và phía nam chủ yếu qua Macedonia. Mặt khác cũng là tuyến đường trọng yếu tới thung lũng Nišava dẫn quân tấn công trực tiếp vào Serbia. Các yếu tố này khiến vùng đất bất ổn, thiếu trị an và cản trở sự phát triển."
Sau các cuộc chiến của Nemanja ở phía đông (1183-1190) cuối cùng thất bại trước Hoàng đế Byzantium Manuel I Komnenos, hẻm núi Sićevo nằm trong Giáo xứ Nišava. Những năm tiếp theo chứng kiến sự bất ổn cho Trung Ponišavlje và hẻm núi Sićevo. Trong các nguồn lịch sử và địa lý, giáo xứ này được gọi là Oblast Nišava. Khoảng năm 1220, hẻm núi có vị trí giáp ranh đặc biệt với một trong các huyện Nišava (xem bản đồ).
Trong các giai đoạn tiếp theo, Ponišavlje là đất thuộc vương triều Nemanjić. Vào thời kỳ cuối của vương triều, Stefan Dušan và quan quân ở Zeta quyết định tiếm ngôi vua cha là Stefan Uroš III Dečanski. Thời cơ đến khi John Alexander lên làm Sa hoàng Bulgaria, đe dọa nghiêm trọng đến miền biên giới và các thành bang Serbia, bao gồm cả khu vực hẻm núi Sićevo. Dušan cùng con rể dẫn quân tấn công và bắt giữ vua cha. Dušan lên ngôi vua vào ngày 8 tháng 9 năm 1331, phụ hoàng bị lật đổ của ông qua đời tháng 11 năm đó. Ngay sau đó là thời kỳ chinh phạt lớn phía đông nam.
Sau khi Dušan băng hà, con trai ông là Uros V không đủ khả năng chế ngự các lãnh chúa dẫn đến cát cứ khắp nơi, vương triều dần sụp đổ hoàn toàn. Đế quốc Ottoman lợi dụng tình hình Serbia bị chia cắt trong giai đoạn 1338-1386 để chiếm Ponišavlje. Vị trí ranh giới của hẻm núi Sićevo trong thời kỳ này cũng được phản ánh trong đơn vị hành chính đương thời như Niš hoặc Pirot thuộc Sophia Sanjak.

### Thuộc Đế chế Ottoman
Trong thời kỳ chiếm đóng của Ottoman, hẻm núi Sićevo, cũng như thung lũng Niš và Belopalanche, thuộc về Sophia Sanjak cho đến thế kỷ 18. Sofia Sanjak thuộc về Ejalet Rumeli được Ottoman thành lập năm 1393, sau khi thắng trận Kosovo năm 1389. Tiếp đến, người Thổ củng cố nền cai trị trên toàn bán đảo Balkan. Từ cuối thế kỷ 14 đến cuối kỷ 15, Đại Sanjak bao gồm tất cả lãnh thổ Nišava và thành Niš.
Thế kỷ 14-18, hẻm núi Sićevo và núi Suva tạo thành một vành đai dân tộc học tự nhiên, thường nằm trong các đơn vị hành chính liên hệ với Pirot.

### Trên biên giới Serbia và Thổ Nhĩ Kỳ giai đoạn 1837-1877
Năm 1833, sáu tỉnh miền nam sáp nhập vào Serbia, phía đông hẻm núi Sićevo cùng các làng xung quanh như Gradište trở thành khu biên giới giữa Serbia và Ottoman. Năm 1837, một hàng rào được dựng lên làm biên giới vật lý. Ngày 28 tháng 7 năm 1837, hoàng thân Miloš Obrenović ra lệnh cho tư lệnh trấn thủ Danu-Timok là đại tá Stevan Stojanović: "thiết lập biên giới từ Aleksinac đến Vrška Čuka, cả nơi có sườn núi phẳng và núi bao quanh, đảm bảo ngăn cách để người và gia súc không thể đi từ bên này sang bên kia". Hàng rào biên giới tồn tại cho đến khi giải phóng hoàn toàn vào năm 1877.

## Văn hóa vật chất
Dấu vết văn hóa vật chất tại hẻm núi Sicevo dù rất ít ỏi nhưng có thể truy nguyên từ thời tiền sử, thời cổ đại, thời La Mã, thời Byzantium, hậu Byzantium cho đến Trung cổ, như: xương, công cụ, vũ khí, bia mộ và tiền xu.
Bị tách biệt khỏi những tác động bên ngoài (các trung tâm đô thị đông đúc), các làng nằm trong hẻm núi Sićevo mang một lối sống dân dã và hình thức văn hóa nông thôn tồn tại cho đến tận ngày nay. Các hình thức văn hóa vật chất khác nhau từ thế kỷ 18,19 và nửa đầu thế kỷ 20 vẫn còn ghi dấu trong ngôi nhà, khu vườn cũ, nhà thờ, nhà nguyện và nghĩa trang (đồ phụng vụ, bia mộ, nông cụ, tiền xu, nhẫn và các đồ vật nhỏ khác).
| Các đối tượng quan trọng của văn hóa vật chất trong khu vực Hẻm núi Sićevo | Các đối tượng quan trọng của văn hóa vật chất trong khu vực Hẻm núi Sićevo |
| Đối tượng quan trọng                                                       | Tên và địa điểm |
| -------------------------------------------------------------------------- | --- |
| Nhà máy thủy điện                                                          | - Nhà máy thủy điện "Sveta Petka", ở Ostrovica. Được đưa vào hoạt động vào năm 1908 và ngày nay vẫn là một phần trong hệ thống Điện lực Serbia. Điện năng này truyền tải đến Niš, lần đầu tiên chiếu sáng ngôi nhà đầu tiên trên đường Obrenović, ngày nay có một tấm bia tưởng niệm sự kiện này. - Nhà máy thủy điện "Sićevo" tại Sićevo. Được đưa vào hoạt động vào năm 1931 và ngày nay là một phần của hệ thống Điện lực Serbia. |
| Tu viện                                                                    | - Tu viện Đức Mẹ Đồng Trinh ở Sićevo - Tu viện Thánh Petka Iverica - Tu viện Đức Mẹ hiển linh ở Kulina - Tu viện Thánh Nicholas ở Prosek - Tu viện Thăng Thiên dưới đồi Gradac |
| Nhà thờ                                                                    | - Thánh Nicholas, ở làng Tu viện - Thánh Peter và Paul, ở Ostrovica - Tổng lãnh thiên thần Gabriel ở Ostrovica - Thánh Todor, ở Laniste - Thánh Petka, ở Gradište - Thánh Elijah, trên Čuki gần Gradište. - Thánh Nicholas, ở làng Crnče - Thánh Peter và Paul, ở Visegrad. |

### Tu viện
Các tu viện có ý nghĩa nhất trong hẻm núi Sićevo là Tu viện Thánh Petka Iverica ở Ostrovica, Tu viện Đức Mẹ Đồng Trinh ở Sićevo và Tu viện Đức Mẹ hiển linh ở Kulina.

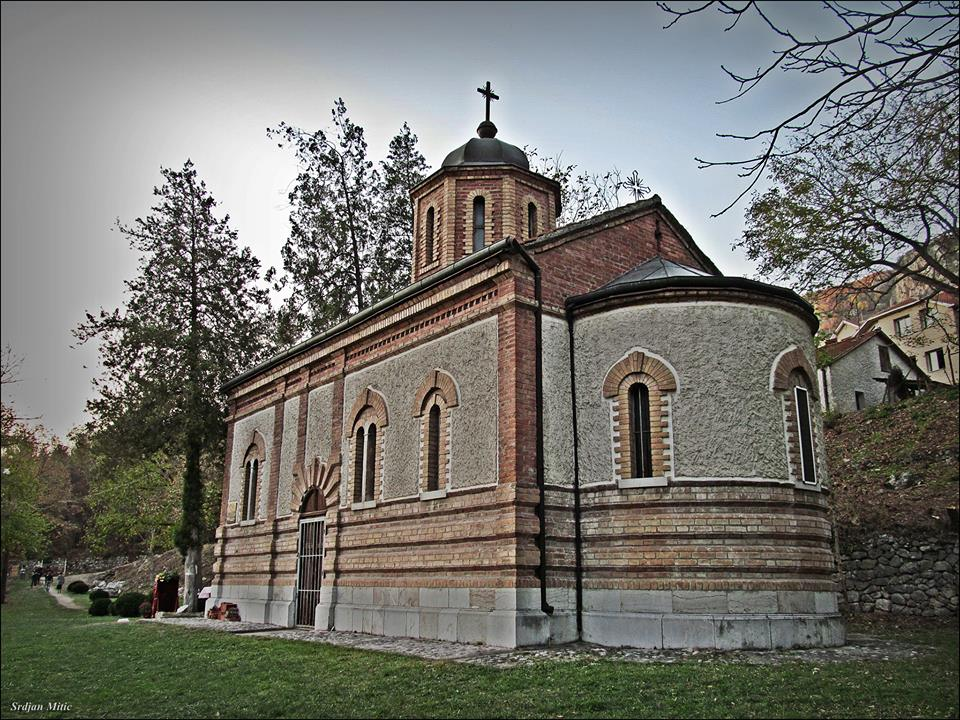
Tu viện Thánh Petka Iverica

Tu viện Thánh Petka Iverica ở Ostrovica
Tu viện Thánh Petka Iverica là một tu viện Serbia kiểu trung cổ được xây dựng vào nửa đầu thế kỷ 14 tại Ostrovica cách Niska Banja khoảng 20 km về phía đông của Niš về phía Pirot, ở ngay giữa hẻm núi Sićevo, bên hữu ngạn sông Nišava.
Cái tên "Iverica" đưa đến phỏng đoán rằng tu viện do các tu sĩ đến từ tu viện Gruzia Iviron trên núi Athos đến lập nên. Nhà thờ thánh Petka được quân đội Serbia xây dựng vào năm 1898, kết hợp cùng với việc mở đường sắt và đường bộ qua hẻm núi Sićevo. Nhà thờ cũng là cách người dân bày tỏ lòng biết ơn Thượng đế và thánh thần đã phù hộ cứu vua Alexander Obrenović khỏi chết đuối ở biển gần Biarritz, Pháp. Tu viện sau này được tôn là "Tu viện quân đội hoàng gia Serbia của Thánh Petka Iverica", chiếm vị trí độc đáo trong lịch sử Giáo hội Chính thống Serbia. Từ cuối thế kỷ 19, nhà thờ cũ được sửa mới cũng như xây dựng thêm các nhà thờ mới.
Tu viện Đức Mẹ Đồng Trinh ở Sićevo
Thường được gọi là Tu viện Sićevo, đây là một tu viện Serbia thời trung cổ có từ nửa đầu thế kỷ 14 được hiến dâng cho Đức Mẹ. Tu viện nằm ở đoạn đầu của hẻm núi Sićevo, bên dưới "Hòn đá khổng lồ" Kusača, ở bờ trái của sông Nišava, trên đường Vladimir Miletić. "Truyền thuyết kể rằng nhà thờ" bay "từ nơi này đến nơi khác"? Dòng chữ phía trên lối vào cung thánh chép nhà thờ được khởi công năm 1646 dưới thời linh mục Jovan, do anh em Simon và Zivko đã gỡ đá từ nhà thờ cũ sang để dựng mới.

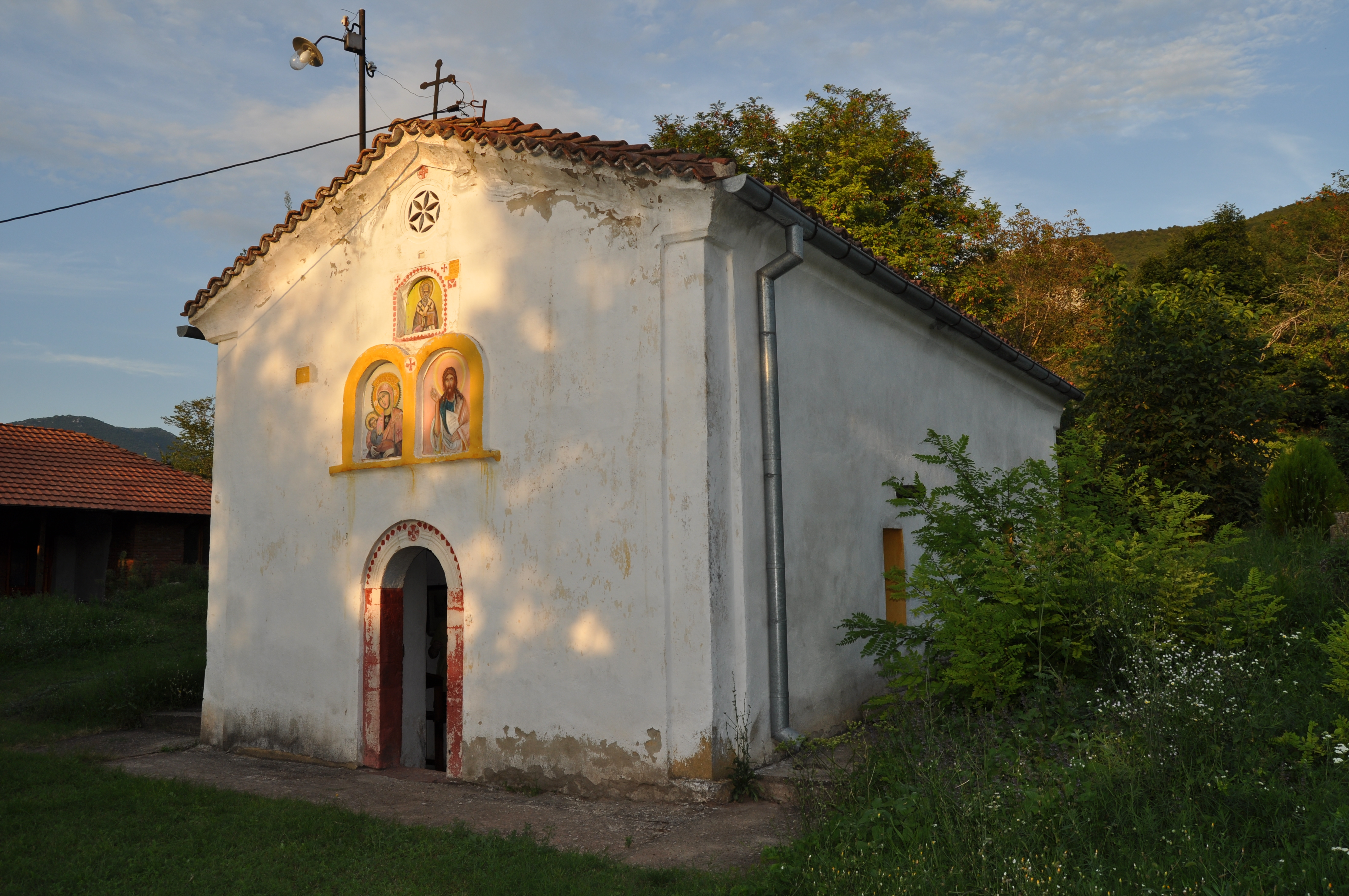
Nhà thờ thánh Nicholas ở làng Tu viện

Giá trị kiến trúc và tâm linh được thể hiện trên các tranh tường của tu viện. Bức tường phía đông phần lớn vẽ Đức Mẹ Maria và một phần của Sự phán xét cuối cùng. Còn trong cung thánh là minh họa về Lễ Thánh và Sự khổ nạn của Đấng Christ. Tranh tươi sáng nhưng ít màu sắc, vẫn đặc tả chính xác và còn nguyên theo thời gian.
Tu viện Đức Mẹ hiển linh ở Kulina
Ở mạn hữu sông Nišava, phía tây nam làng Sićevo, cách Kulina 15 phút đi bộ là di tích tu viện này (nay gọi là "Thánh Gioan"). Các bức tường còn lại nói về nguồn gốc xa xưa cũng như truyền thuyết nhà thờ được xây dựng từ thời Byzantium, trước cả khi đế quốc Ottoman đặt chân đến Bán đảo Balkan. Nơi đây từng là một tu viện lớn có tháp cao với nhiều tu sĩ trong đó.

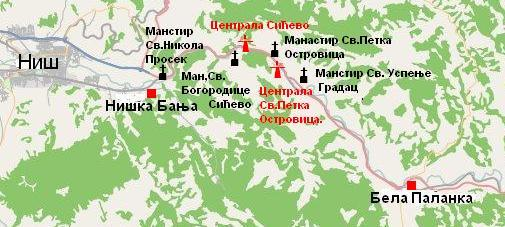
Di sản văn hóa vật chất (đặc biệt quan trọng) trong hẻm núi Sićevo

### Các nhà máy thủy điện nhỏ ở Nišava
Hẻm núi Sićevo có tới hai nhà máy thủy điện đã hoạt động trên dưới trăm năm, là một hiện tượng hiếm có ở châu Âu. Nhà máy thủy điện Sveta Petka tại Ostrovica bắt đầu từ năm 1908, còn Sićevo là từ năm 1927. Đây là những nhà máy điện hoạt động theo nguyên lý điện ba pha của Tesla đầu tiên ở Serbia, khởi công chỉ 4 năm sau nhà máy thủy điện Niagara (Hoa Kỳ). Cùng với tám nhà máy tương tự khác ở Serbia 1900-1940, hai nhà máy điện hẻm núi Sićevo cũng đại diện cho một Serbia thời hiện đại.

## Du lịch
Mặc dù hẻm núi Sićevo là một địa điểm lý tưởng tốt cho tất cả những người yêu thích thiên nhiên hoang sơ, vẽ tranh và sáng tác văn học, săn bắn, câu cá, chèo thuyền, leo núi,  dù lượn, nhưng các dịch vụ du lịch và giải trí hiện tại không phát triển đủ tầm. Có rất ít các dịch vụ được tổ chức kết nối  đến hẻm núi Sićevo từ các đô thị lân cận hay toàn Serbia. Khách du lịch chủ yếu đến theo hình thức giải trí, sinh viên nghiên cứu, tham quan, câu cá và săn bắn, thể thao (leo núi, chèo thuyền tốc độ cao, dù lượn). Các di sản lịch sử văn hóa chỉ mới được khai thác một phần nhỏ (tu viện, di chỉ khảo cổ, nhà máy thủy điện, di tích kiến trúc quốc gia,...).

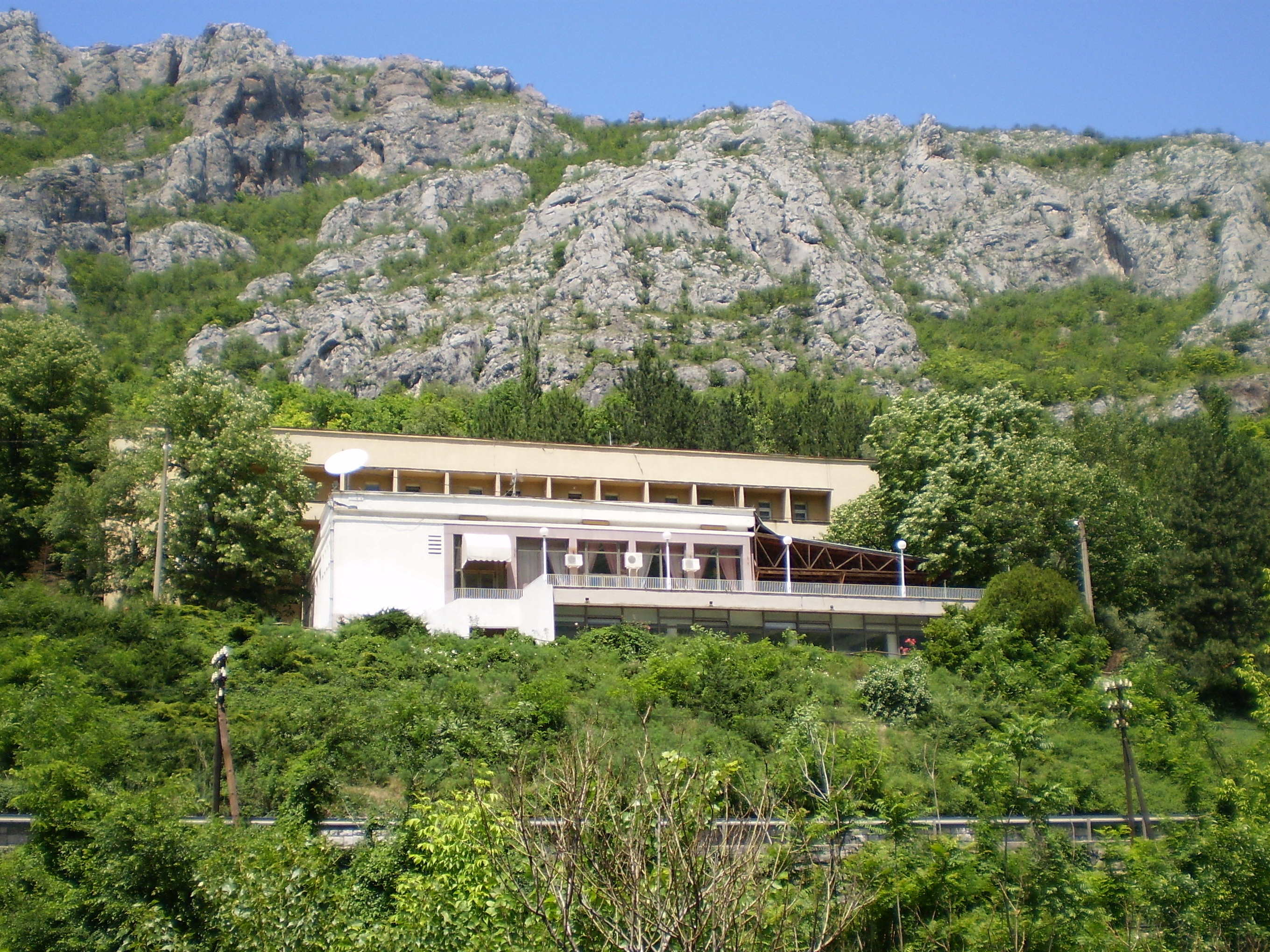
Khách sạn duy nhất trong hẻm núi có tên Sićevo

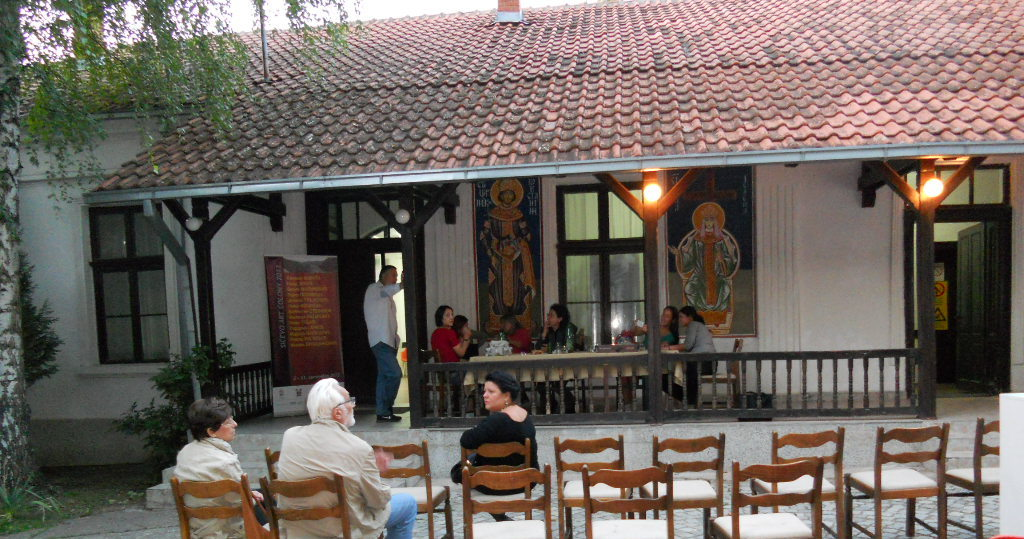
Trường tiểu học cũ Sićevo, nay là Nhà Văn học Nghệ thuật hàng năm quy tụ nhiều văn nghệ sĩ trên khắp thế giới

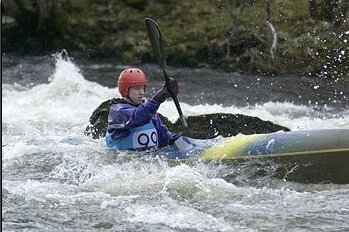
Khúc sông Nišava ở gần Ostrvica rất lý tưởng cho các môn chèo thuyền như kayak

Tiềm năng du lịch của hẻm núi Sićevo ẩn trong các giá trị tự nhiên, hệ sinh thái, đa dạng sinh học cùng địa hình, khu bảo tồn cảnh quan, hệ thực vật và động vật đặc hữu, đặc trưng của vùng Nišava đồng thời gắn với nhiều giá trị lịch sử văn hóa.
Có khoảng hai mươi nhà thờ và tu viện trong hẻm núi Sićevo. Lâu đời nhất là tu viện Đức Mẹ Đồng Trinh được xây dựng vào thế kỷ 17 dưới chân Kusaca. Đặc sắc phải kể đến tu viện Thánh Petka Iverica ở trong Ostrovica vua Alexander Obrenović xây dựng năm 1898.
Phía trên hẻm núi, bên hữu ngạn sông Nišava là làng hội họa Sićevo. Nhà Nghệ thuật được họa sĩ Nadezda Petrovic thành lập năm 1905, còn nhà Văn học có từ năm 1991. Có duy nhất một khách sạn Sićevo nhưng các nhà hàng cũng có thể là chỗ nghỉ tốt.
| Các cơ sở du lịch ở hẻm núi Sićevo | Các cơ sở du lịch ở hẻm núi Sićevo |
| Điểm du lịch                       | Mô tả |
| ---------------------------------- | --- |
| Chèo thuyền kayak gần Ostrovica    | Tuyến chèo thuyền kayak có thác lớn, dòng nước đổi hướng liên tục là địa điểm lý tưởng tổ chức các cuộc thi chèo thuyền kayak tốc độ cao. |
| Dù lượn Sićevo                     | Địa điểm yêu thích của các phi công dù lượn từ Serbia và nước ngoài. Không khí ảnh hưởng bởi gió nam và nền nhiệt cao, nên có thể bay cao theo mọi hướng trên hẻm núi. Năm 2005, giải vô địch dù lượn thế giới được tổ chức tại hẻm núi Sićevo và được đánh giá là khu dù lượn tốt nhất Balkan. |
| Nhà nghệ thuật Sićevo              | Nhà nghệ thuật được họa sĩ Nadezda Petrovic thành lập năm 1905 tại Sićevo. Từ năm 1991, làng nghệ thuật mang bình diện quốc tế chào đón các nghệ sĩ thuộc thế hệ và trường phái khác nhau. Một quỹ nghệ thuật ấn tượng đã được hình thành tạo ra hơn 600 tác phẩm nghệ thuật có giá trị.        |
| Nhà văn học Sićevo                 | Bắt đầu từ năm 1991, đây là một sự kiện quốc tế hàng năm duy nhất tại Balkan tụ họp các nhà văn, nhà phê bình, dịch giả, nhà xuất bản đàm luận về văn học và các vấn đề liên quan. |
| Ngày xô thơm                       | Một sự kiện văn hóa, kinh tế và du lịch được tổ chức hàng năm vào cuối tháng 5 (đã hơn 15 năm) tại hẻm núi Sićevo để vinh danh loài cây xô thơm đặc hữu được bảo tồn như một tài sản tự nhiên của Serbia.                                                                                       |

## Giao thông
Cho đến khi xây dựng tuyến đường sắt dọc theo thung lũng Nišava, các làng trong hẻm núi Sićevo đều cách xa những con đường chính vì đường không thể thông qua hẻm núi được. Năm 1887, đường sắt chạy đến Pirot, các nhà ga được mở tại các làng Prosek, Sićevo và Ostrovica. Năm 1888, tuyến đường sắt chạy tiếp từ Pirot đến biên giới Serbia-Bulgaria. Tuyến đường cao tốc Niš-Dimitrovgrad qua hẻm núi Siceo đã xuất hiện vào năm 1939 và hoàn thành vào năm 1965. Những tuyến đường này thúc đẩy kinh tế và du lịch trong hẻm núi Sićevo.
Địa hình các thung lũng sông Nišava và Kutina là cơ sở tự nhiên để thiết lập các tuyến đường qua hẻm núi. Một trong những tuyến giao thông quan trọng nhất khu vực Balkan đi qua đây. Thung lũng Nišava giao cắt với đường trục chính và tuyến đường sắt Beograd - Niš - Sofia - Istanbul.
Tầm quan trọng của việc xây dựng tuyến đường sắt qua hẻm núi Sićevo cho sự phát triển giao thông và du lịch trong tương lai có thể được tìm thấy trong các ghi chép của Tiến sĩ Vladan Djordjevic. Ông đã đi qua đây trong Chiến tranh Serbia-Bulgaria năm 1885 cùng với bác sĩ Laz K. Lazarevic đồng thời là người dẫn chuyện: 
Chúng tôi nhanh chóng vượt qua. Trước mặt phía bên trái chúng tôi hiện ra rặng đá khổng lồ của hẻm núi Sićevo, nơi đang xây dựng tuyến đường sắt đi xuyên qua. Tôi nhớ có một cuộc diễu hành nhỏ và một cuộc diễu hành lớn (?), tại đó có những núi đã "chạm đến trời". Giữa chúng chỉ là những khe hẹp có vài mét, chính là dòng sông Nišava và con đường chạy kế bên, được các kỹ sư căng dây ngang qua hai bên bờ. Trong khuôn khổ 4 mét cạnh dòng Nišava ấy, đường sắt hạng nhất sẽ chạy đi bất cứ đâu, kết nối Đông với Tây, Constantinopolis với Paris. Đoạn đường sắt xuyên qua hẻm núi từ tu viện Thánh Petke đến Crvene sẽ trở thành độc nhất vô nhị trên thế giới và nhiều khách du lịch châu Âu sẽ tới Serbia chỉ để chiêm ngưỡng điều đó.
Trước năm 1964, tuyến đường Niš - Sofia được xây dựng dựa trên "Via militaris" thời La Mã và Byzantium, và "đường tới Constantinopolis" thời Ottoman trung cổ. Do đặc điểm hình thái phía đông hẻm núi Sićevo, đặc biệt khe Gradiška sâu và hẹp, việc mở đường rất khó khăn và không thể đi qua. Đến năm 1964, đoạn đường tới Niš đi qua Niska Banja đã tiến thẳng vào khe Gradiška dẫn theo rìa phía nam Jelašniča, chạy tới bình nguyên Kunovica, tiếp tục tới Ploča về phía đông. Năm 2006, tuyến đường này cũng được sử dụng làm đường tránh khi tái thiết và mở rộng 13 hầm giao thông trong hẻm núi Sićevo.
Chỉ hai thập kỷ hoàn thành tuyến đường xuyên qua trung tâm hẻm núi Sićevo, giao thông và du lịch đã tăng nhanh dẫn đến quá tải. Nơi này không chỉ trở thành nút cổ chai trong hệ thống đường vành đai châu Âu mà còn là yếu tố ngăn trở sự phát triển của Niš, khi chỉ tận dụng được một ưu thế rất nhỏ nhờ vào vị trí địa lý thuận lợi là ngã tư Balkan trọng yếu. Khoảng thời gian đó cũng tạo ra các vấn đề môi trường nghiêm trọng cho khu bảo tồn Công viên thiên nhiên Hẻm núi Sićevo.
Để cải thiện tình hình giao thông trên Hành lang 10 và bảo vệ di sản tự nhiên và tiềm năng du lịch của hẻm núi Sićevo, trước hiện trạng đường cao tốc quốc tế hiện tại chạy thẳng qua giữa Công viên thiên nhiên Hẻm núi Sićevo đang đe dọa nghiêm trọng đến môi trường sống và đa dạng sinh học; dự án đường cao tốc liên vùng và xuyên lục địa mới lại được hướng qua Ploča.

Cuối năm 2011, tuyến cao tốc hiện đại Niš-Dimitrovgrad được khởi công đi theo sườn dốc phía bắc núi Suva, qua thung lũng sông Studena,  Kunovica, Draguša và Crvene, men theo địa giới của công viên thiên nhiên từ Prosek đến Crvena Reka. Công trình đường giao thông này không chỉ ngăn chặn sự "xói mòn" hệ sinh thái và vẻ đẹp tự nhiên của Hẻm núi Sićevo, mà còn thúc đẩy phát triển kinh tế và du lịch khu vực xung quanh Hành lang 10, cũng như giao thông liên vận và kinh tế Serbia với các nước láng giềng. 